# Brantôme (Dordogne)
Pour les articles homonymes, voir Brantôme.
Brantôme est une ancienne commune du sud-ouest de la France, située dans le département de la Dordogne en région Nouvelle-Aquitaine, devenue le 1er janvier 2016 une commune déléguée au sein de la commune nouvelle de Brantôme en Périgord.
Ancien chef-lieu du canton de Brantôme depuis 1790, elle en est devenue le bureau centralisateur en 2015.
C'est l'une des six villes-portes du parc naturel régional Périgord-Limousin, et une étape sur la voie de Vézelay du chemin de Compostelle.

## Géographie
Brantôme est une commune du nord de la Dordogne traversée du nord-est au sud-ouest par la Dronne, le principal affluent de l'Isle, elle-même principal affluent de la Dordogne. Au nord-est du territoire communal, la Côle marque la limite entre Brantôme et Condat-sur-Trincou, avant de rejoindre la Dronne. Au nord-ouest, le Pré Pinson (nom de la partie amont du Belaygue) arrose brièvement le territoire communal.

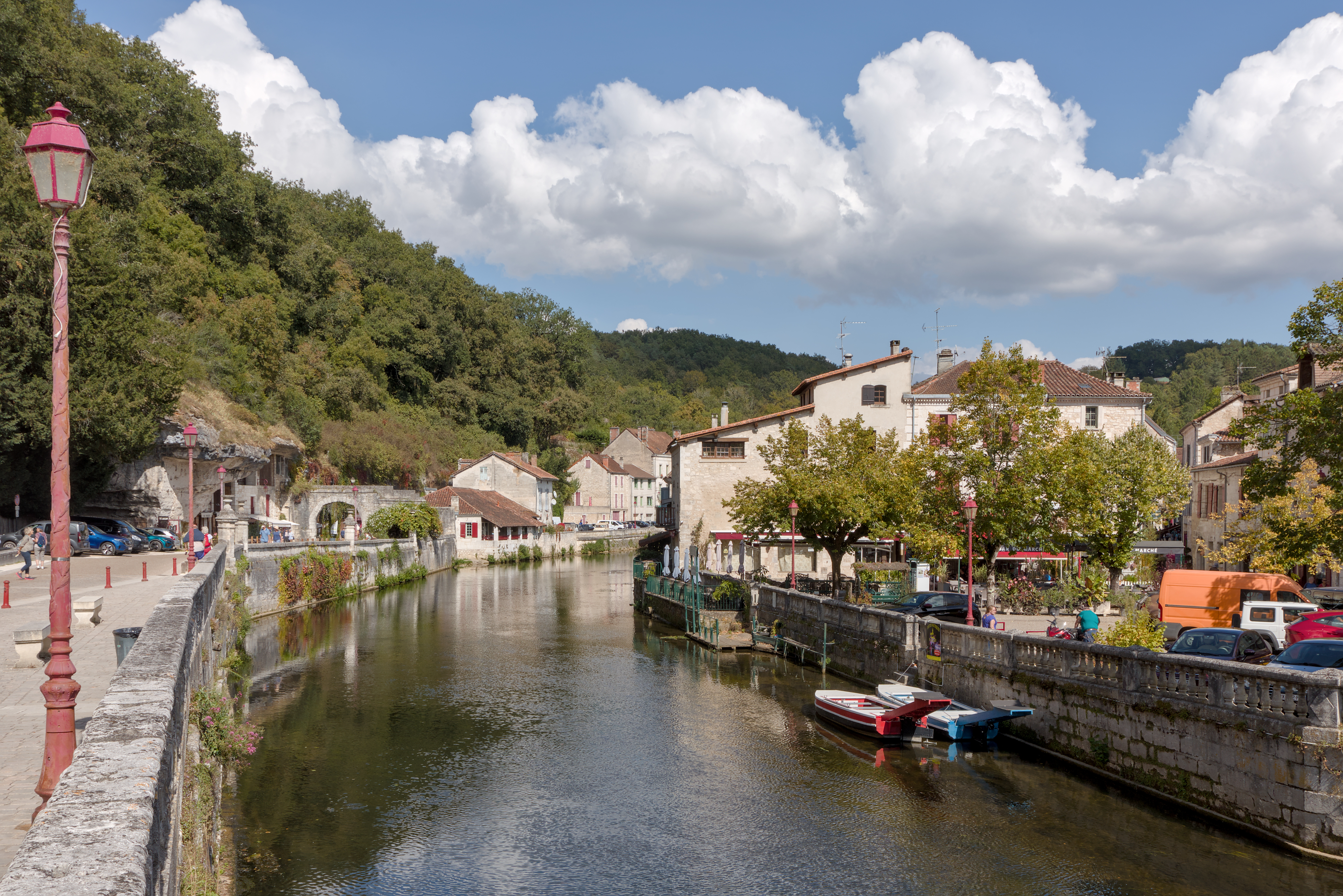
La Dronne à Brantôme.

Située 21 kilomètres au nord-nord-ouest de Périgueux et 18 kilomètres au sud de Nontron, la ville est implantée à l'intersection des routes menant à Périgueux et Angoulême (la route départementale 939, ancienne route nationale 139), à Thiviers et Ribérac (la route départementale 78) ainsi qu'à Nontron (la route départementale 675, ancienne route nationale 675).
Le centre-ville s'inscrit sur une île d'environ 300 mètres de diamètre formée par la Dronne, à l'origine du surnom de Venise du Périgord attribué à Brantôme.

### Communes limitrophes

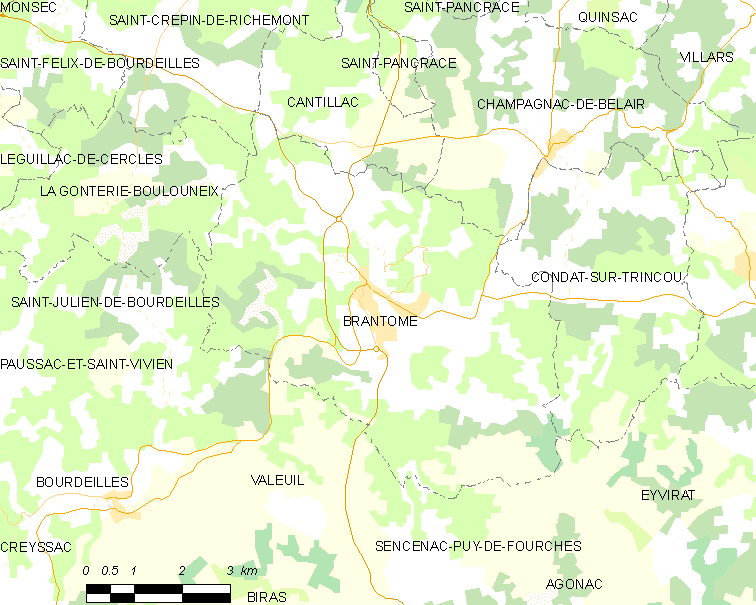
Carte de Brantôme et des communes avoisinantes en 2015.

En 2015, année précédant la création de la commune nouvelle de Brantôme en Périgord, Brantôme était limitrophe de dix autres communes.
| Saint-Crépin-de-Richemont, La Gonterie-Boulouneix | Cantillac                | Champagnac-de-Belair |
| Saint-Julien-de-Bourdeilles, Bourdeilles          | Brantôme                 | Condat-sur-Trincou   |
| Valeuil                                           | Sencenac-Puy-de-Fourches | Eyvirat              |

## Urbanisme

### Prévention des risques
Un plan de prévention du risque inondation (PPRI) a été approuvé en 2014 pour la Dronne — qui traverse la commune du nord-est au sud-ouest — à Brantôme, impactant ses rives jusqu'à une largeur pouvant dépasser 350 mètres au nord du moulin de Lombraud, ainsi que l'intégralité de l'île du centre-bourg et la partie aval de son affluent la Côle (les 1 700 derniers mètres),.

### Villages, hameaux et lieux-dits
Outre la ville de Brantôme proprement dite, le territoire se compose d'autres villages ou hameaux, ainsi que de lieux-dits :
- l'Alizier
- les Balans
- les Barrières
- Bas Doumen
- Bas Gourdou
- chez Blanchou
- Bois de Nadieu
- Bost Levé
- Bostsempey
- les Bouchardies
- la Bouchette
- les Catalots
- le Cérijol
- Chaboussier
- le Chachas
- Chambarot
- Chambon
- le Chatenet
- la Claperie
- les Clauds
- Clos-Bois
- Clos de Meygnot
- Clos du Prieur
- les Combeaux
- Combe Curade
- les Combes
- la Côte
- la Coupelle
- les Courrières
- Croix de Beaupuy
- le Cussou
- Faye
- Faye[Note 1]
- Fosses
- chez Fricassée
- le Grand Bost
- Grande Vigne
- les Grandes Pièces
- les Grands Thèves
- Grassaval
- les Habrands
- Haut Doumen
- Haut Gourdou
- le Hazard
- Incombas
- les Jarrisses
- Laforest
- Laforesterie
- Lamourier
- Landrivie
- Larat
- Lombraud
- les Martres
- le Mas
- Montagrier
- Montégrier
- Moulin de Grenier
- le Moulin de Lafon
- le Moulin de Lombraud
- le Moulin de Thermes
- le Mounet
- les Nadauds
- Pauvre Terre
- la Pépide
- le Petit Puy-Laurent
- Peyrelevade
- le Pic
- la Pouge
- Puyclaud
- Puy-Foucaud
- Puy Fournier
- Puy-Gombert
- Puy-Henry
- Puyjoubert
- Puy-Laurent
- Puy-Loubet
- Puy-Marteau
- Puynadal
- chez Ravaille
- les Rebières
- Rechignac
- les Reclus
- le Roc Blanc
- les Roches
- la Roque
- le Roussat
- Saint-Pardoux-de-Feix
- le Sautereau
- Subreroches
- le Terme Rouge
- Thermes
- le Tourteloux
- le Tout Blanc
- le Vignaud
- Vigneras
- Vigonac.

## Toponymie
En occitan, la commune porte le nom de Brantòsme.
En février 2021, sur la planète Mars, l'astromobile Curiosity de la NASA effectue des analyses poussées sur des affleurements rocheux et l'une des cibles est baptisée d'après le nom de la commune.

## Histoire

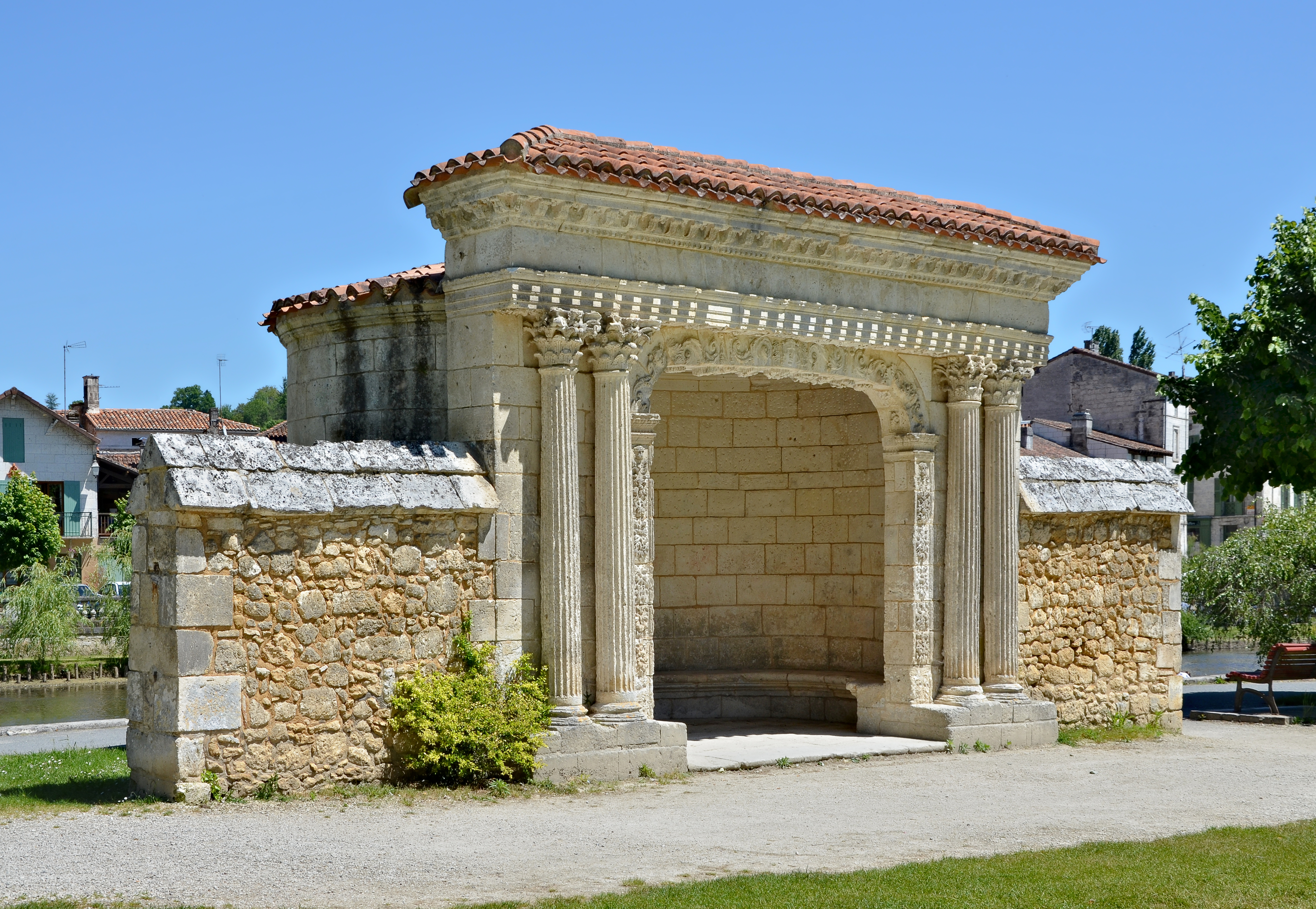
Reposoir datant de la Renaissance.

Le site de Brantôme est habité au moins depuis le Néolithique comme l’indique la présence du dolmen de Pierre levée.
L’abbaye pourrait avoir été fondée sous Pépin le Bref, bien que cette fondation soit souvent attribuée à Charlemagne qui y déposa des reliques de saint Sicaire. L’église est consacrée par le pape Léon III en 804.
À la suite du mariage d’Aliénor d’Aquitaine et de Henri II Plantagenêt  en 1152, Brantôme passe sous domination anglaise. C’est donc le roi Édouard Ier d'Angleterre qui donne à la ville une plus grande indépendance face à l’abbaye avec la signature, le 29 novembre 1271, d’une charte de franchise. Mais la ville doit attendre jusqu’en 1516 avant de voir la construction par l’abbé Amanieu d’Albret d’une église paroissiale, l’église Notre-Dame, distincte de l’église abbatiale.
Pendant la guerre de Cent Ans, en 1356, le prince de Galles et prince d’Aquitaine Édouard de Woodstock entre à Brantôme. La ville se libère finalement de la domination anglaise en 1376 en échange de l’engagement d’entretenir sept forteresses anglaises et d’une rançon à payer par l’abbaye.
Au début du XVe siècle, le seigneur de Mussidan, allié des Anglais, fait le siège de la ville. Tandis que l’abbaye est secourue par le seigneur de Bourdeilles, la ville repasse sous domination anglaise. À la suite de l'envoi de renforts par les consuls de Périgueux, une trêve est signée et la ville libérée (avant 1463).
L’abbé Pierre VIII de Mareuil (abbé de 1538 à 1556) entreprend des travaux d’embellissement. Il crée un jardin entouré d’un mur, le « jardin des moines » où sont disposés des reposoirs, dont trois existent encore de nos jours. Il bâtit également le palais Renaissance et un logis abbatial. Ce dernier n’existe plus.
Brantôme n’est pas trop touchée par les guerres de religion grâce à son abbé de l’époque Pierre de Bourdeille (abbé de 1556 à 1614). En 1569 et le 15 octobre 1570, il sauve l’abbaye des pillages par les troupes réformées, car il a su rester en bons termes avec Coligny.
L'ancienne commune de Saint Pardoux de Feix fusionne avec Brantôme entre 1795 et 1800.
De 1888 à 1949, le bourg était desservi par une ligne de chemin de fer secondaire à voie métrique, qui le reliait à Périgueux et à Saint-Pardoux-la-Rivière. La ligne fut exploitée par la Société des Chemins de Fer du Périgord puis la Compagnie de chemins de fer départementaux. La gare était implantée boulevard Coligny.
Lors de son voyage en Périgord, le président de la République Raymond Poincaré utilise pour la première fois, le 15 septembre 1913, l'expression « Venise du Périgord » pour désigner Brantôme.
En 1943, le groupement 38 "Mermoz" des Chantiers de la jeunesse, déplacé des Pyrénées vers le Nontronnais, installe son groupe 3 (service travaux) dans la commune.
Le 26 mars 1944, en représailles à une attaque contre une voiture allemande transportant des membres du SD ("Gestapo" française), qui s'est soldée par la mort de deux policiers, des hommes de la Phalange nord-africaine commandés par l'ancien capitaine de l'équipe de France de football, Alexandre Villaplane, exécutent 26 personnes : 25 résistants précédemment emprisonnés à Limoges ainsi qu'un jeune habitant de la commune,. Villaplane sera fusillé fin décembre 1944.
La commune a été décorée de la croix de guerre 1939-1945 le 11 novembre 1948, distinction également attribuée à dix-huit autres communes de la Dordogne.
Au 1er janvier 2016, Brantôme fusionne avec Saint-Julien-de-Bourdeilles pour former la commune nouvelle de Brantôme en Périgord dont la création a été entérinée par l'arrêté du 14 décembre 2015, entraînant la transformation des deux anciennes communes en communes déléguées.

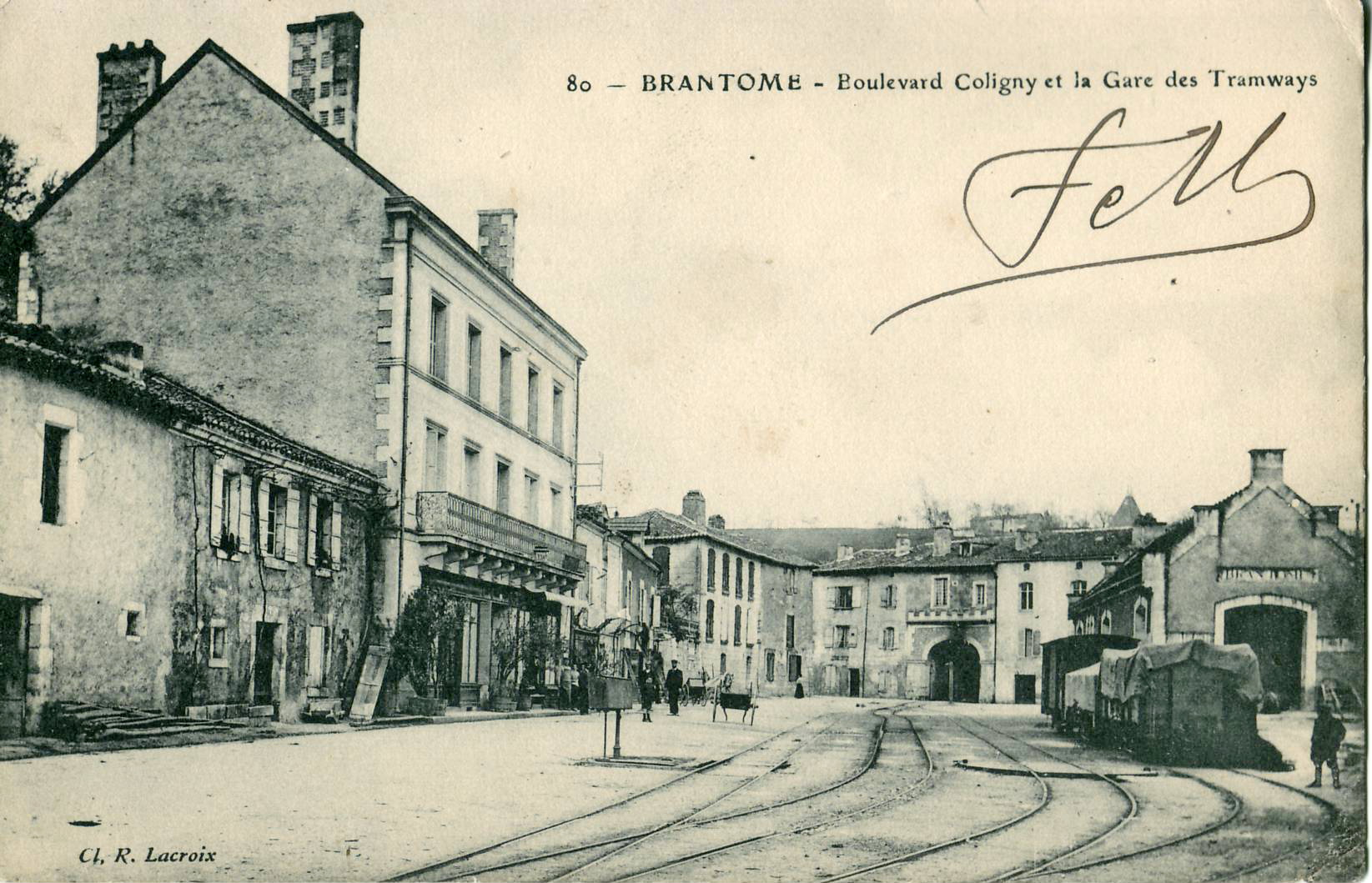
L'ancienne gare des tramways, boulevard Coligny.
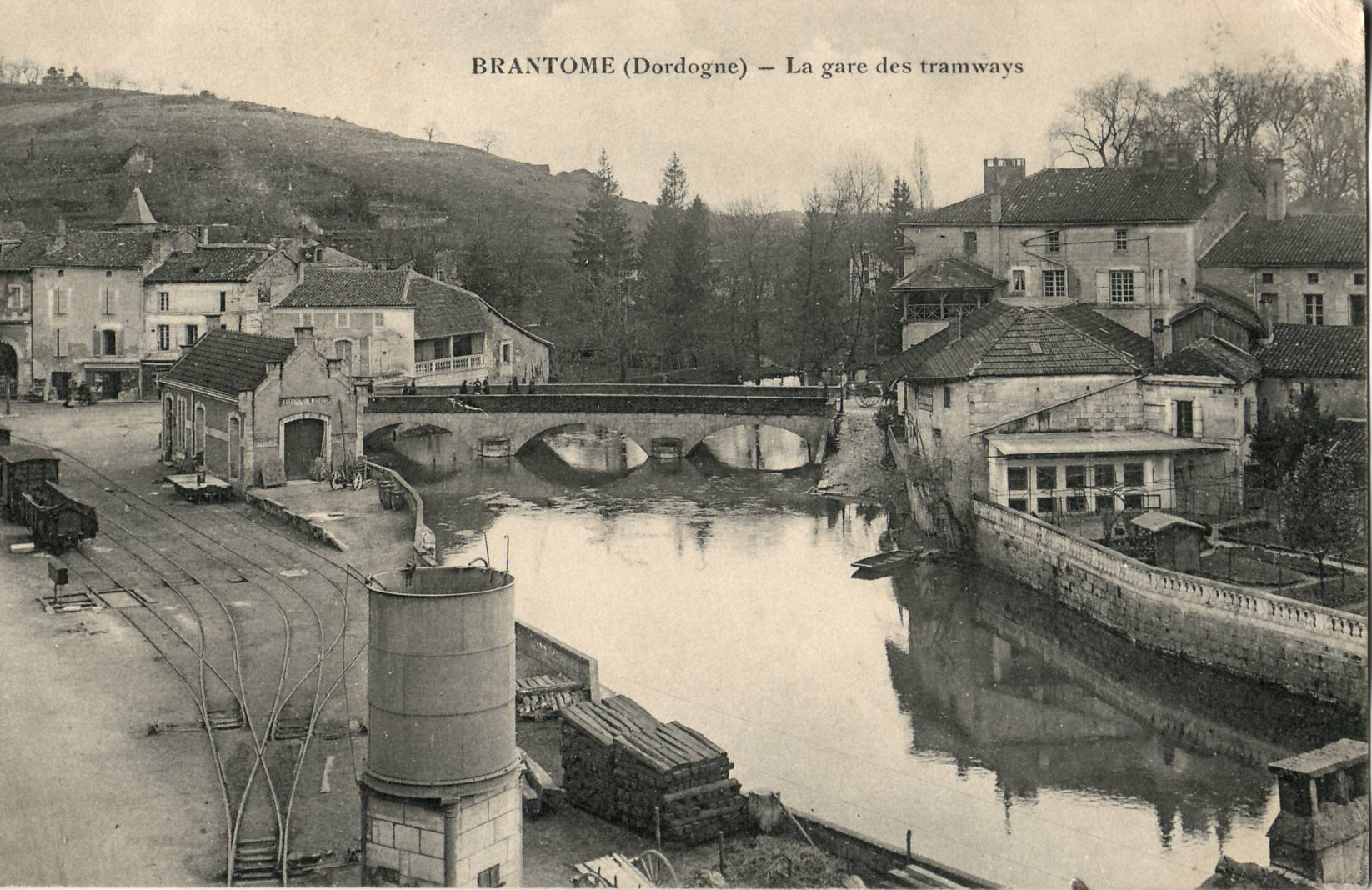
Vue du même site, mais plus vers la rivière, dans les années 1910.

## Politique et administration

### Rattachements administratifs et électoraux
Dès 1790, la commune de Brantôme est le chef-lieu du canton de Brantôme qui dépend du district de Perigueux jusqu'en 1795, date de suppression des districts. En 1801, le canton est rattaché à l'arrondissement de Périgueux.
Dans le cadre de la réforme de 2014 définie par le décret du 21 février 2014, et supprimant la moitié des cantons du département, la commune reste attachée au même canton qui devient plus étendu lors des élections départementales de mars 2015. La commune en est le bureau centralisateur.
En 2017, Brantôme, commune déléguée de Brantôme en Périgord, est rattachée à l'arrondissement de Nontron, et en 2020, le canton de Brantôme en Périgord prend le nom de canton de Brantôme en Périgord.

### Intercommunalité
Fin 2001, Brantôme intègre dès sa création la communauté de communes du Brantômois. Celle-ci est dissoute au 31 décembre 2013, remplacée au 1er janvier 2014 par la communauté de communes Dronne et Belle.

### Administration municipale
La population de la commune étant comprise entre 1 500 et 2 499 habitants au recensement de 2011, dix-neuf conseillers municipaux ont été élus en 2014,. Ceux-ci sont membres d'office du  conseil municipal de la commune nouvelle de Brantôme en Périgord, jusqu'au renouvellement des conseils municipaux français de 2020.

### Liste des maires puis maires délégués
| Période                                  | Période        | Identité                       | Étiquette     | Qualité                                                            |
| ---------------------------------------- | -------------- | ------------------------------ | ------------- | ------------------------------------------------------------------ |
| Les données manquantes sont à compléter. |                |                                |               |                                                                    |
|                                          |                |                                |               |                                                                    |
| (avant 1813)                             | septembre 1815 | Jacques Ranouil                |               |                                                                    |
| septembre 1815                           | juin 1831      | Pierre Soulhnier               |               |                                                                    |
| juin 1831                                | février 1864   | Jean Baptiste Camus-Duvigneaud |               |                                                                    |
| février 1864                             | mai 1864       | Dudoignon Valade               |               | Adjoint faisant fonctions de maire                                 |
| mai 1864                                 | (1870 ou 1871) | Dudoignon Valade               |               |                                                                    |
| (1870 ou 1871)                           | février 1874   | Puyjoli de Meyjounissas        |               |                                                                    |
| février 1874                             | 1876           | Jean Baptiste Laforest         |               |                                                                    |
| 1876                                     | mars 1877      | Blois                          |               | 1er adjoint faisant fonctions de maire                             |
| mars 1877                                | mai 1903       | Puyjoli de Meyjounissas        |               |                                                                    |
| 1903                                     | mai 1945       | André Devillard                |               | Docteur en médecine                                                |
| mai 1945                                 | octobre 1947   | Pierre Denis                   |               | Médecin                                                            |
| octobre 1947                             | juin 1955      | Sylvain Dumazet                |               |                                                                    |
| juin 1955                                | mars 1965      | Georges Bonnet                 | PRRRS puis RD | Député de 1956 à 1968                                              |
| mars 1965                                | mars 1989      | Alain Paul Bonnet              | MRG           | Conseiller régional d'Aquitaine (1973 → 1986) Député (1973 → 1993) |
| mars 1989                                | juin 1995      | Philippe Laxton                |               |                                                                    |
| juin 1995                                | mars 2001      | Alain Paul Bonnet              | PRG           | Député (1973 → 1993)                                               |
| mars 2001                                | mars 2008      | Guy Duvivier                   | SE puis DVD   | Professionnel de l'immobilier Colonel de réserve                   |
| mars 2008                                | décembre 2015  | Monique Ratinaud               | SE puis DVD   | Avocate                                                            |

| Période                           | Période  | Identité         | Étiquette | Qualité |
| --------------------------------- | -------- | ---------------- | --------- | ------- |
| janvier 2016 (réélue en mai 2020) | En cours | Monique Ratinaud | DVD       | Avocate |

### Politique environnementale
Dans son palmarès 2024, le Conseil national de villes et villages fleuris de France a attribué deux fleurs à la commune.

## Population et société

### Évolution démographique
Les habitants de Brantôme sont appelés les Brantômais.
En 2015, dernière année en tant que commune indépendante, Brantôme comptait 2 156 habitants. À partir du XXIe siècle, les recensements des communes de moins de 10 000 habitants ont lieu tous les cinq ans (2007, 2012 pour Brantôme). Depuis 2006, les autres dates correspondent à des estimations légales.
Au 1er janvier 2022, la commune déléguée de Brantôme compte 2 088 habitants.
| 1793  | 1800  | 1806  | 1821  | 1831  | 1836  | 1841  | 1846  | 1851  |
| ----- | ----- | ----- | ----- | ----- | ----- | ----- | ----- | ----- |
| 1 081 | 2 461 | 2 357 | 2 643 | 2 722 | 2 692 | 2 780 | 2 832 | 2 737 |

| 1856  | 1861  | 1866  | 1872  | 1876  | 1881  | 1886  | 1891  | 1896  |
| ----- | ----- | ----- | ----- | ----- | ----- | ----- | ----- | ----- |
| 2 614 | 2 584 | 2 609 | 2 591 | 2 522 | 2 558 | 2 381 | 2 422 | 2 344 |

| 1901  | 1906  | 1911  | 1921  | 1926  | 1931  | 1936  | 1946  | 1954  |
| ----- | ----- | ----- | ----- | ----- | ----- | ----- | ----- | ----- |
| 2 369 | 2 363 | 2 428 | 2 014 | 2 073 | 2 027 | 2 047 | 2 230 | 2 026 |

| 1962  | 1968  | 1975  | 1982  | 1990  | 1999  | 2007  | 2012  | 2015  |
| ----- | ----- | ----- | ----- | ----- | ----- | ----- | ----- | ----- |
| 1 966 | 1 991 | 2 026 | 2 101 | 2 080 | 2 043 | 2 122 | 2 181 | 2 156 |

#### Remarque
Brantôme a absorbé Saint-Pardoux-de-Feix entre 1795 et 1800, ce qui explique la brusque augmentation de population constatée entre les recensements de 1793 et de 1801,.

### Pyramide des âges
La population de la commune est relativement âgée. Le taux de personnes d'un âge supérieur à 60 ans (36,4 %) est en effet supérieur au taux national (21,6 %) et au taux départemental (30,4 %).
À l'instar des répartitions nationale et départementale, la population féminine de la commune est supérieure à la population masculine. Le taux (54,3 %) est supérieur de plus de deux points au taux national (51,6 %).
La répartition de la population de la commune par tranches d'âge est, en 2007, la suivante :
- 45,7 % d’hommes (0 à 14 ans = 13,6 %, 15 à 29 ans = 13,9 %, 30 à 44 ans = 18,4 %, 45 à 59 ans = 22,2 %, plus de 60 ans = 31,9 %) ;
- 54,3 % de femmes (0 à 14 ans = 11,6 %, 15 à 29 ans = 12,4 %, 30 à 44 ans = 14,7 %, 45 à 59 ans = 21,2 %, plus de 60 ans = 40,2 %).

| Hommes | Classe d’âge | Femmes |
| ------ | ------------ | ------ |
| 0,7    | 90 ans ou +  | 4,9    |
| 11,9   | 75 à 89 ans  | 15,4   |
| 19,3   | 60 à 74 ans  | 19,9   |
| 22,2   | 45 à 59 ans  | 21,2   |
| 18,4   | 30 à 44 ans  | 14,7   |
| 13,9   | 15 à 29 ans  | 12,4   |
| 13,6   | 0 à 14 ans   | 11,6   |

| Hommes | Classe d’âge | Femmes |
| ------ | ------------ | ------ |
| 0,6    | 90 ans ou +  | 1,7    |
| 9,7    | 75 à 89 ans  | 13,5   |
| 17,4   | 60 à 74 ans  | 17,7   |
| 22,6   | 45 à 59 ans  | 21,6   |
| 18,8   | 30 à 44 ans  | 18,1   |
| 14,7   | 15 à 29 ans  | 13,1   |
| 16,2   | 0 à 14 ans   | 14,3   |

### Manifestations culturelles et festivités
- Carnaval de Brantôme en mars.

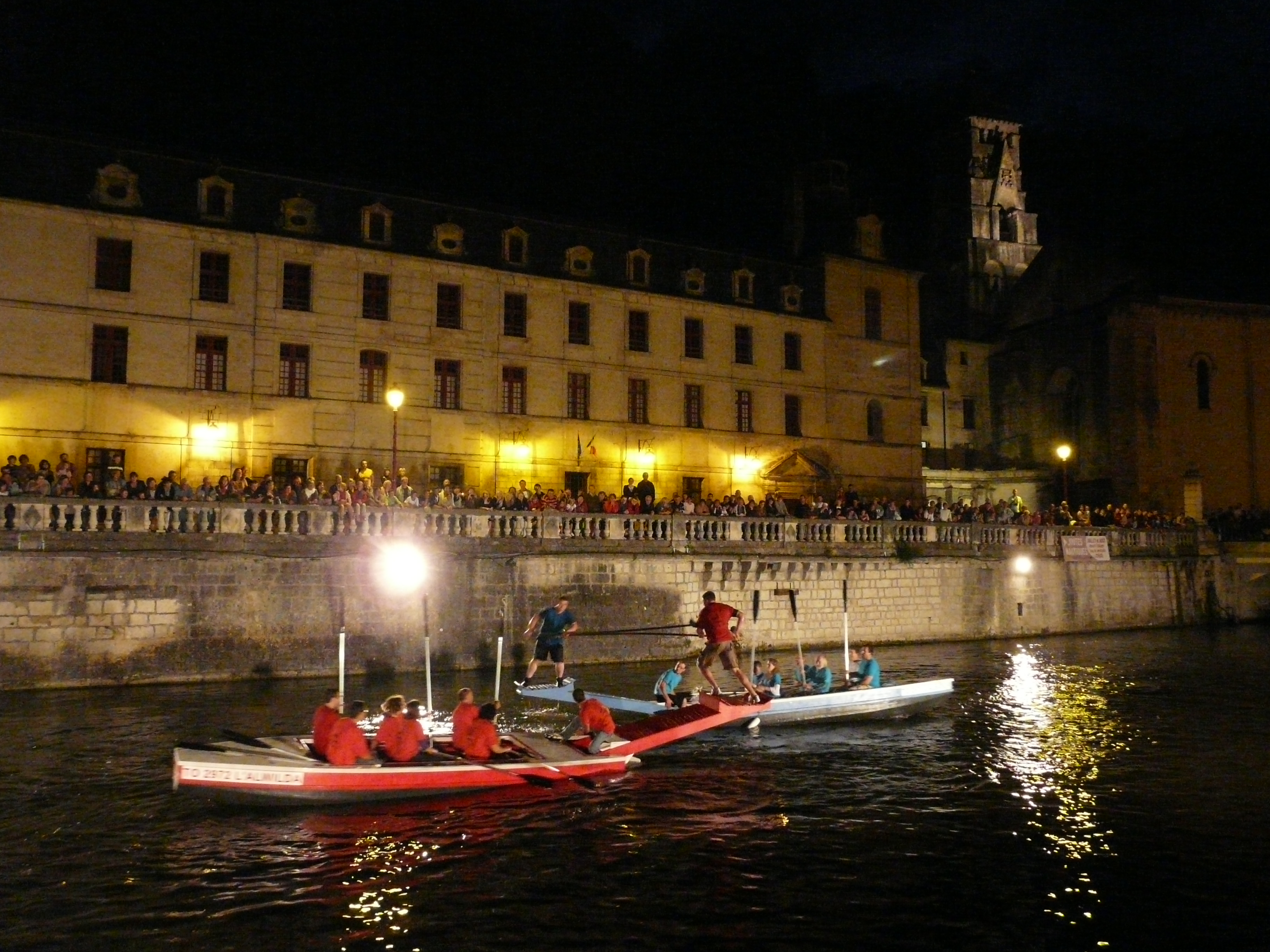
Joute nautique nocturne devant l'abbaye.

- Joutes nautiques sur la Dronne en juillet-août[33].
- Marché de Potiers début août (7e édition en 2024)[34].
- Festival Sinfonia en Périgord, consacré à la musique baroque, en août.

## Économie
Les données économiques de Brantôme sont incluses dans celles de la commune nouvelle de Brantôme en Périgord.
Dépendant de Trigano, Font Vendôme, le leader français des fourgons aménagés, est implanté à Brantôme où il emploie 115 personnes en 2015,.

## Culture locale et patrimoine

### Lieux et monuments
- Abbaye Saint-Pierre, ancienne abbaye bénédictine, fondée par Charlemagne en 769, plusieurs fois détruite, et reconstruite, classée monument historique.
- Ancienne église Notre-Dame, XVIe et XVIIe siècles, désacralisée à la fin du XIXe siècle pour devenir halle puis salle des fêtes, inscrite aux monuments historiques en 1958. Depuis 2011, elle est restaurée et aménagée pour héberger le nouvel office de tourisme intercommunal[37].
- Ancienne église de Saint-Pardoux-de-Feix (ou Petit-Saint-Pardoux), XIIe siècle, inscrite en 1949, propriété privée.
- Château des Balans, propriété privée, ancienne maison de convalescence.
- Castel de la Hierce ou château de la Hierce, XVIe siècle, classé monument historique depuis 1892, propriété privée, visitable.
- Château de Puymarteau, avec son pigeonnier, XVIe et XVIIe siècles, inscrit en 1981, propriété privée.
- Château des Roches, propriété privée.
- Château des Thermes, propriété privée
- Manoir du Chatenet, XVIIe et XVIIIe siècles, propriété privée, aujourd'hui hôtel.
- Repaire du Chambon, XIIIe et XIVe siècles, propriété privée.
- Porte des réformés, inscrite en 1931.
- Maison des XIIe et XIVe siècles dont la cheminée a parfois été prise à tort pour une lanterne des morts[38].
- Dolmen de Peyrelevade, néolithique, classé depuis 1889.
- Cluzeau de Chambrebrune, Xe et XIIe siècles, inscrit en 1988, propriété privée.
- Musée Fernand-Desmoulin. Il abrite la principale collection connue du peintre « médiumnique » Fernand Desmoulin (1853-1914), tant ses œuvres « classiques » que celles produites sous l’influence des « esprits ».
- Ancien hôpital, dit couvent, XVIIIe siècle, aujourd'hui maison de retraite.
- Nombreuses maisons anciennes dont plusieurs sont inscrites.
- Champ des martyrs du 26 mars 1944.
- Ouvert en 2023, le Bimbillou parc est un site touristique troglodyte ; en 2024, il a accueilli 8 500 visiteurs et obtenu en octobre la médaille de bronze décernée par la Société d'encouragement au progrès[39].

#### Monuments

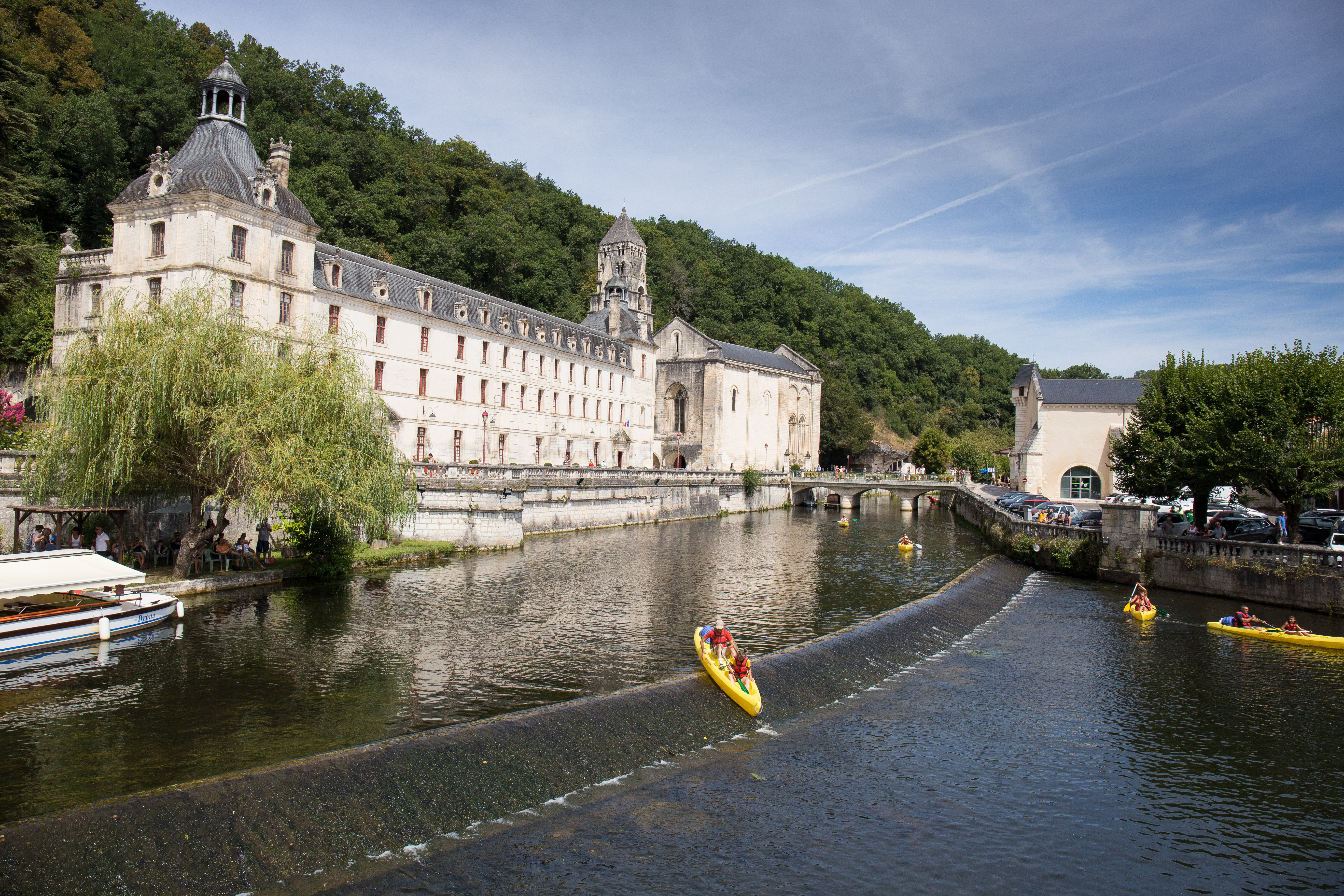
L'abbaye Saint-Pierre et la Dronne.
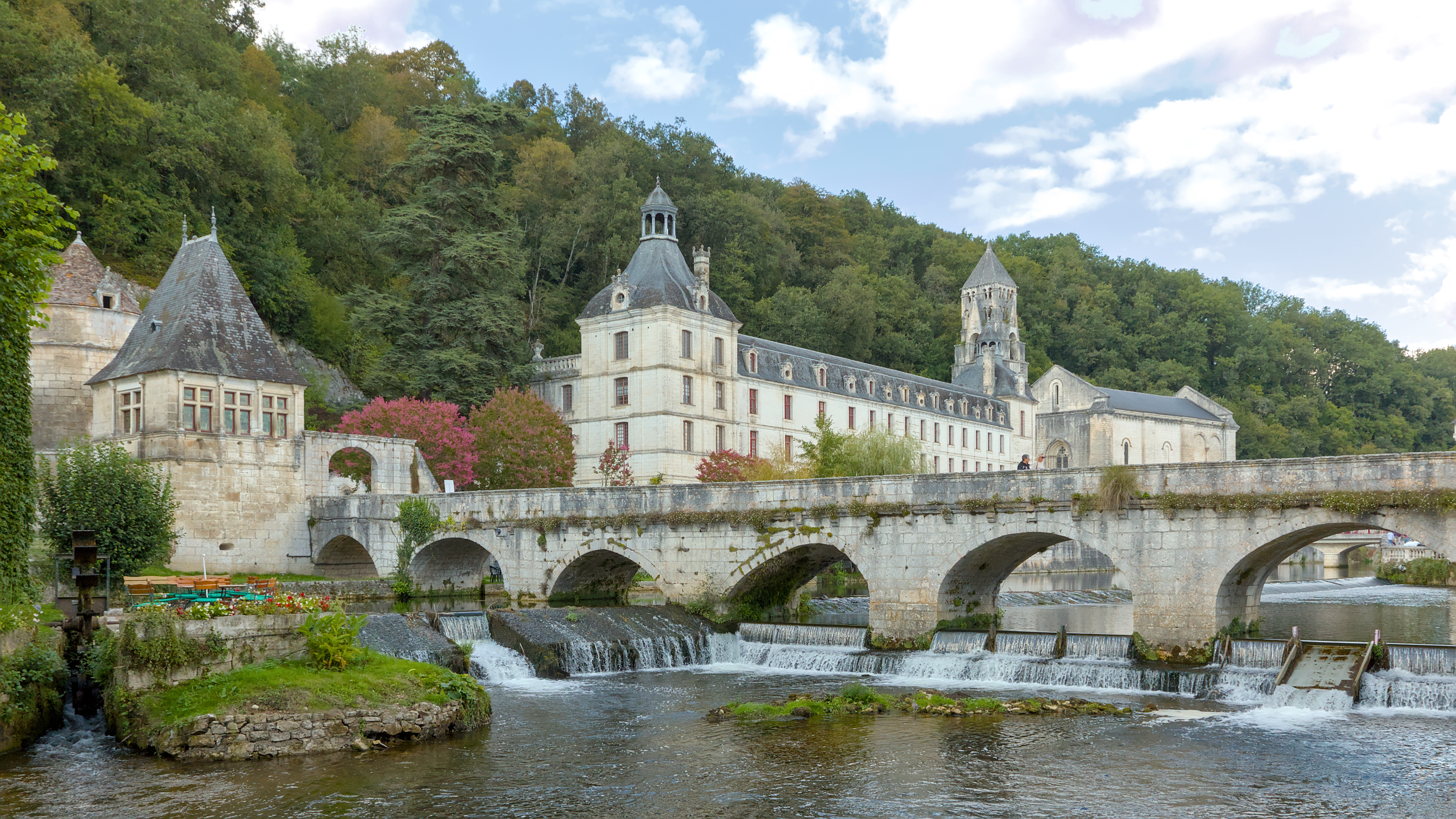
Le pont coudé et l'abbaye.
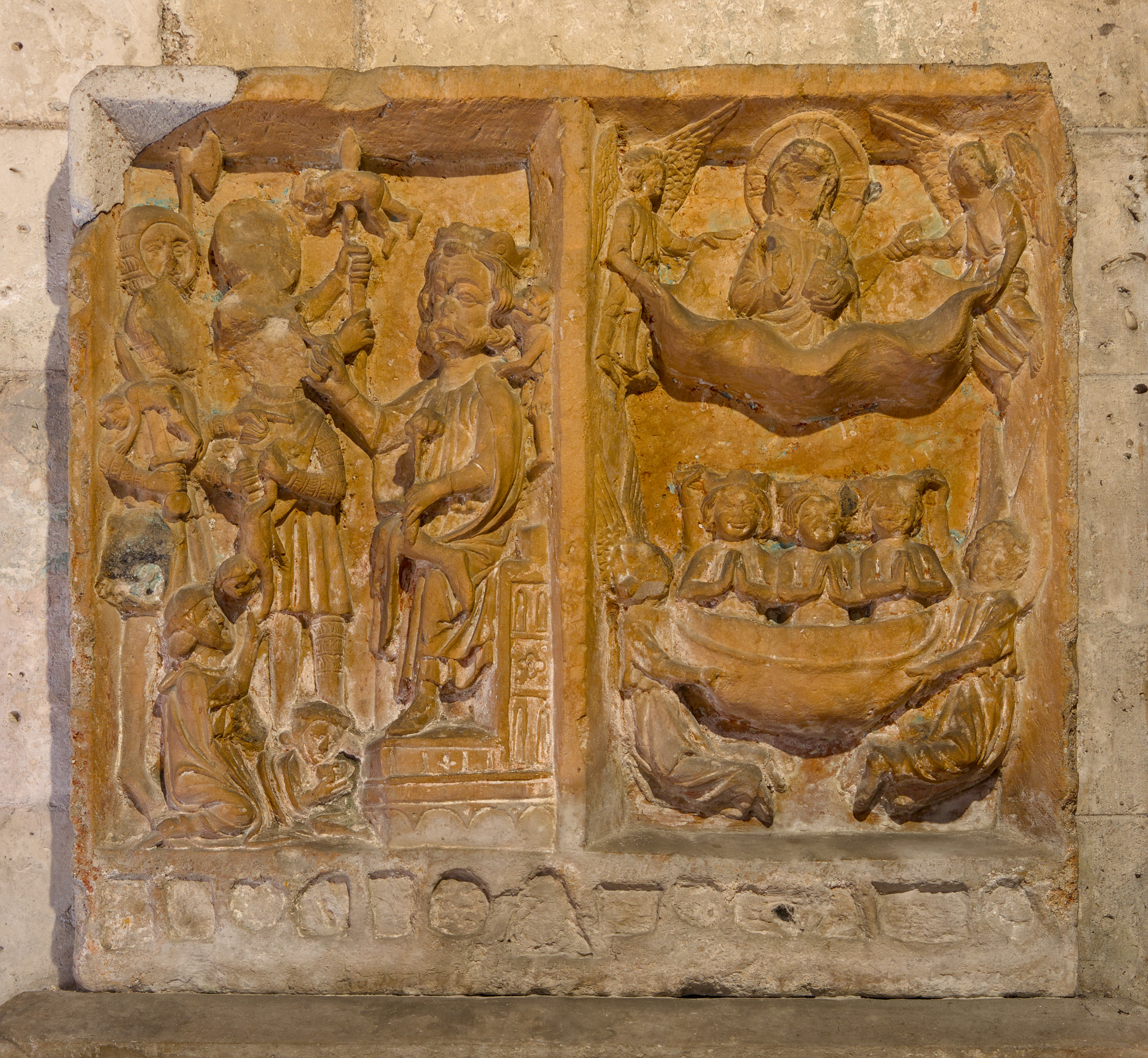
Le  Massacre des Saints-Innocents, sur un bénitier du XIIe siècle situé à l'entrée de l'abbatiale Saint-Pierre.
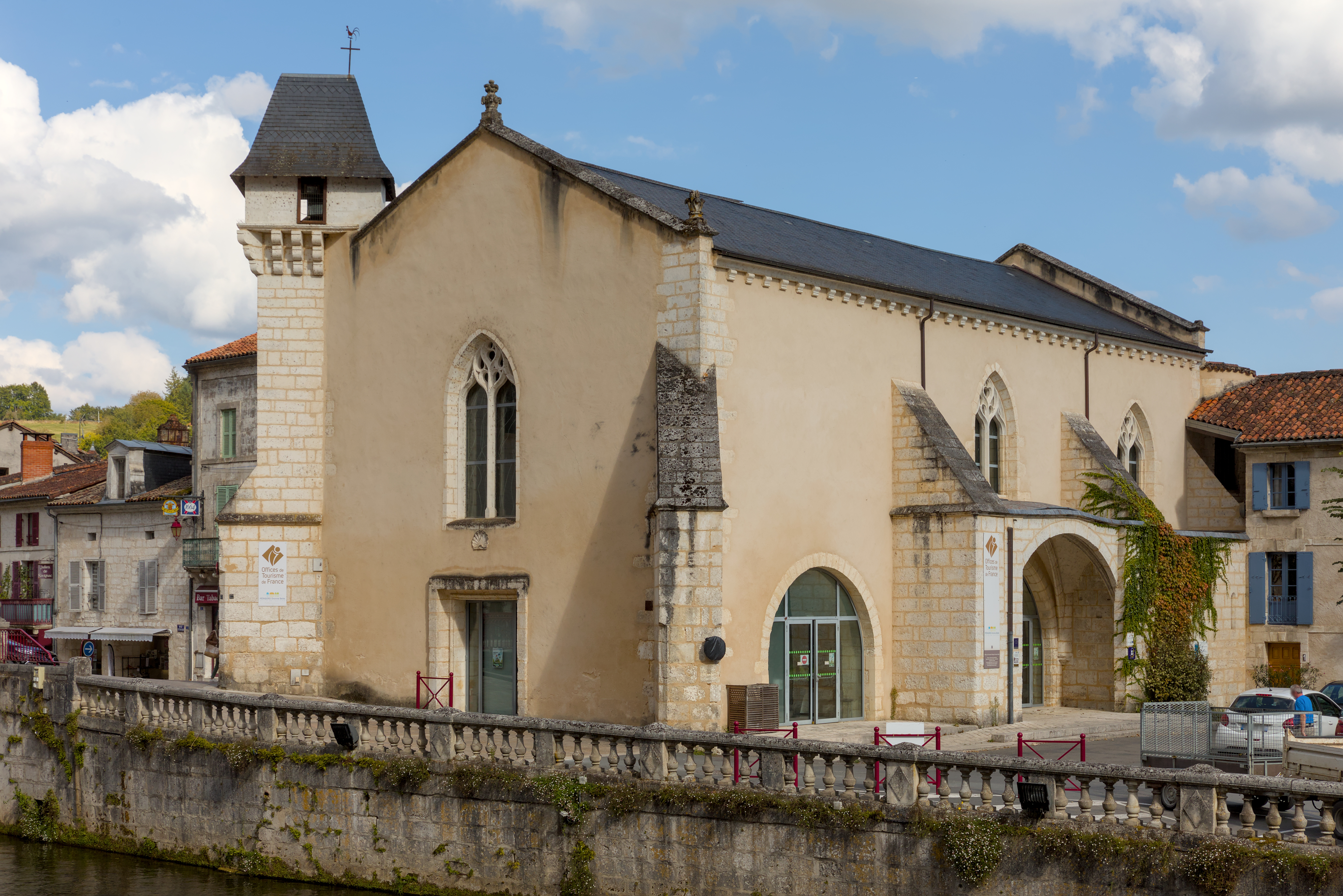
L'ancienne église Notre-Dame.
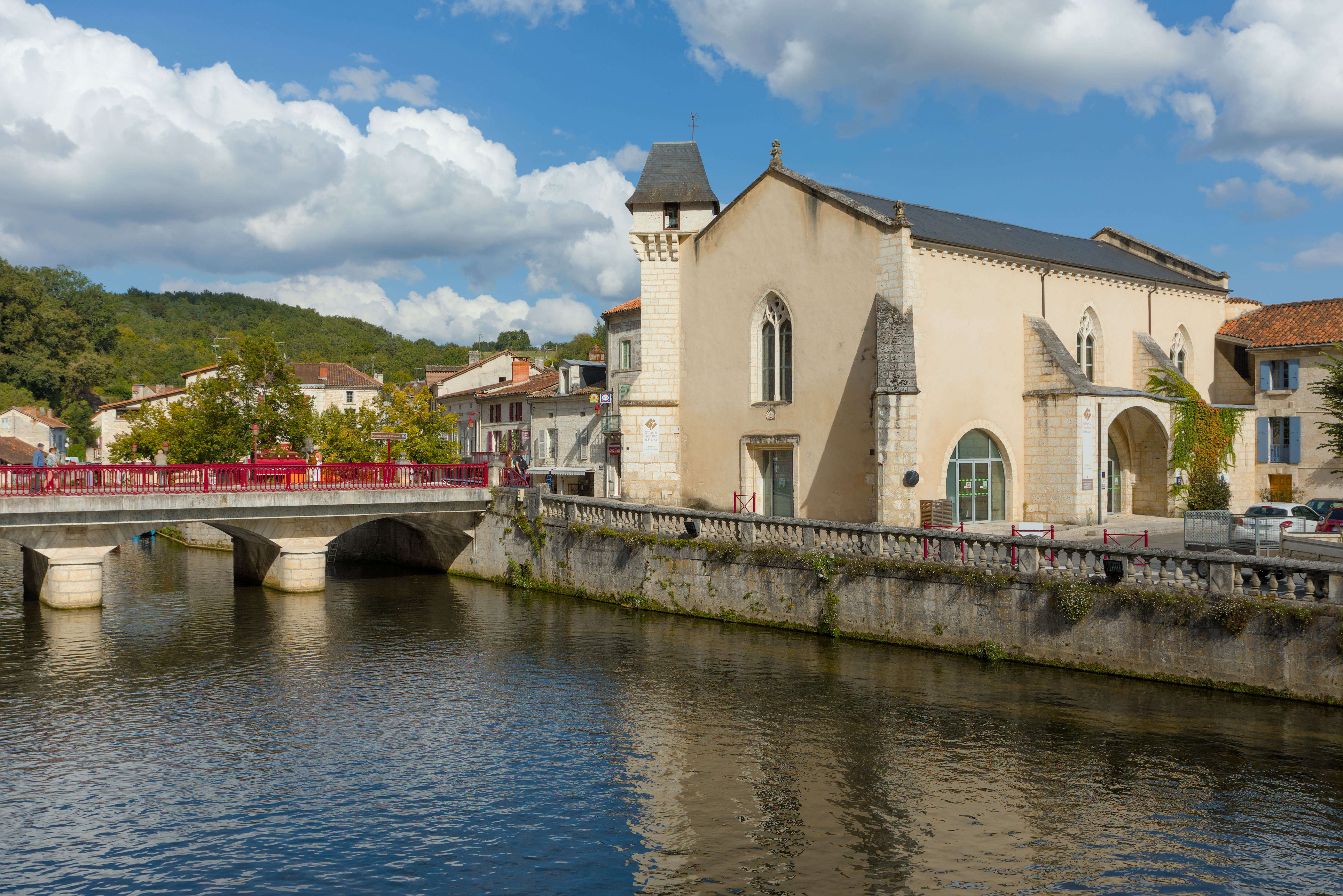
L'ancienne église Notre-Dame et le pont de l'Abbaye.
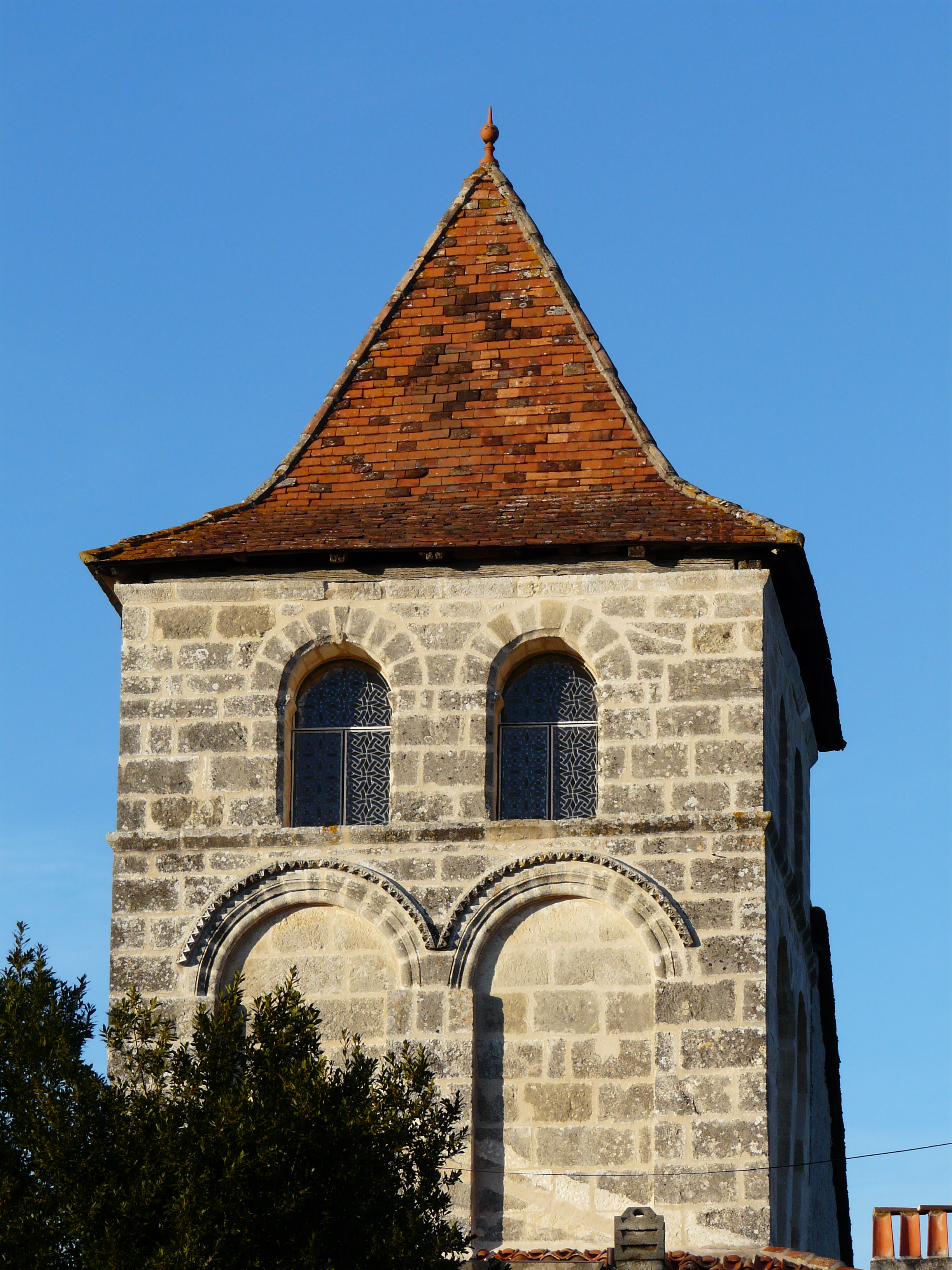
Le clocher de l'ancienne église de Saint-Pardoux-de-Feix.
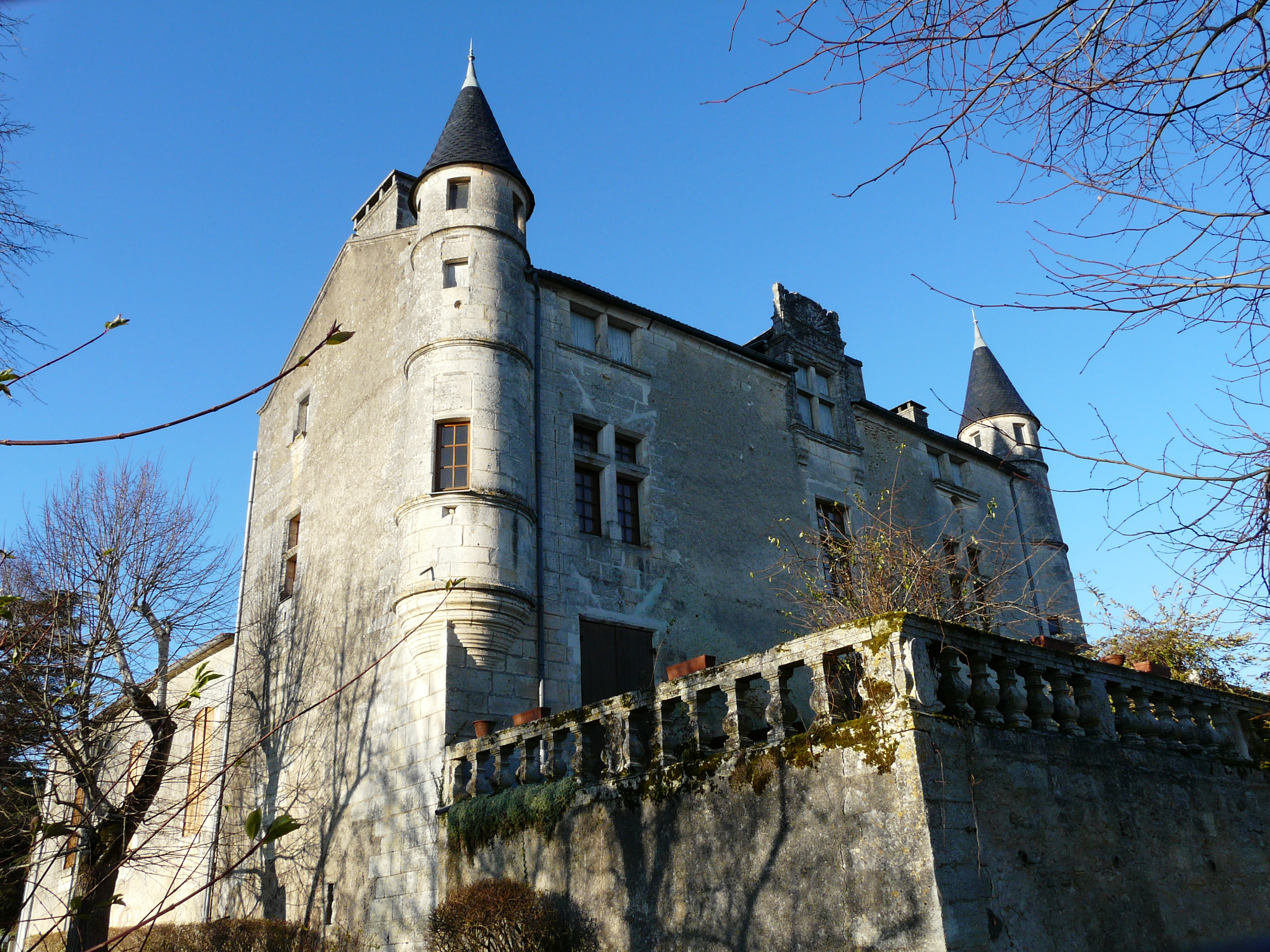
Le château de Puymarteau.
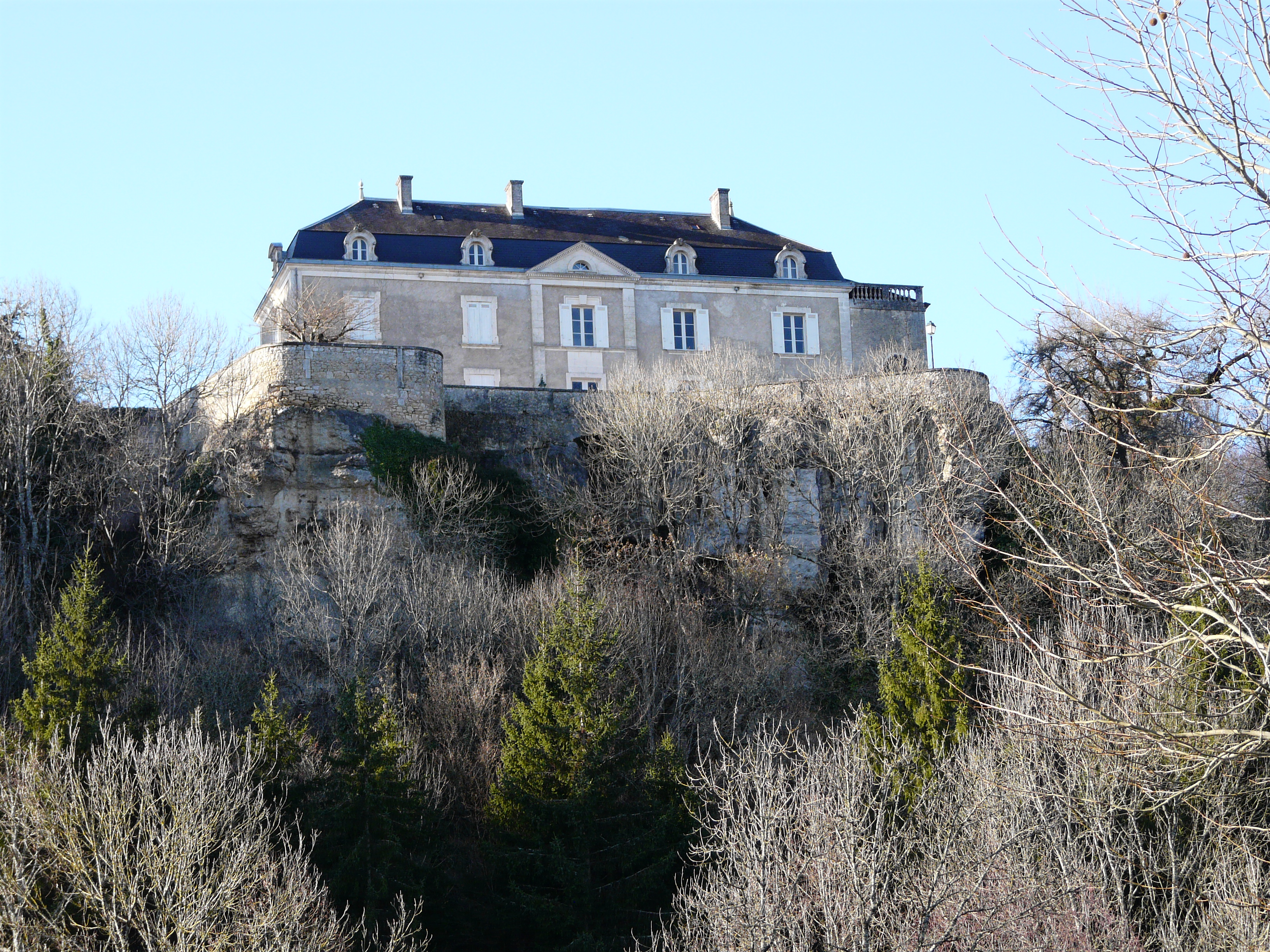
Le château des Roches.
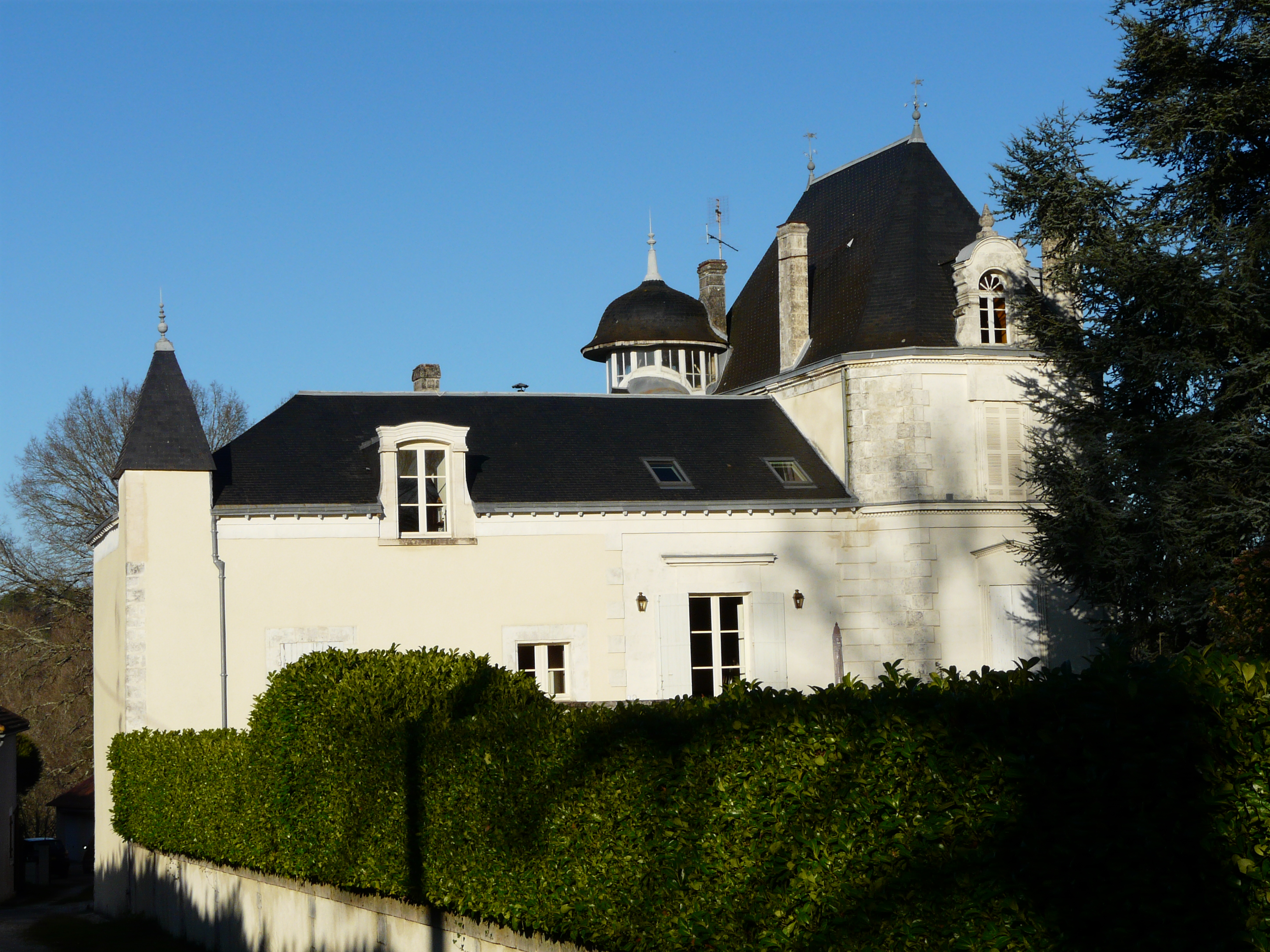
Le château des Thermes.
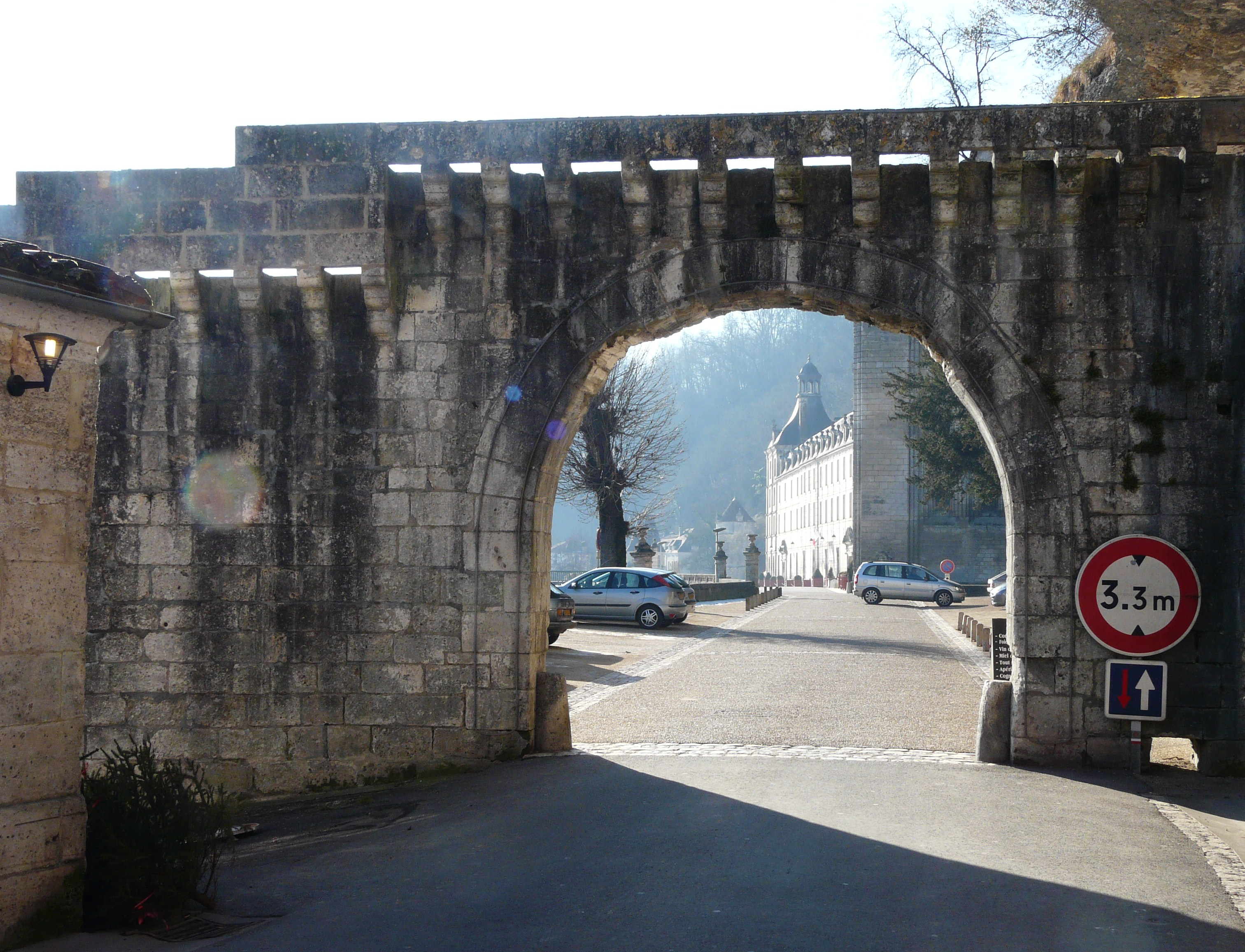
La porte des Réformés.
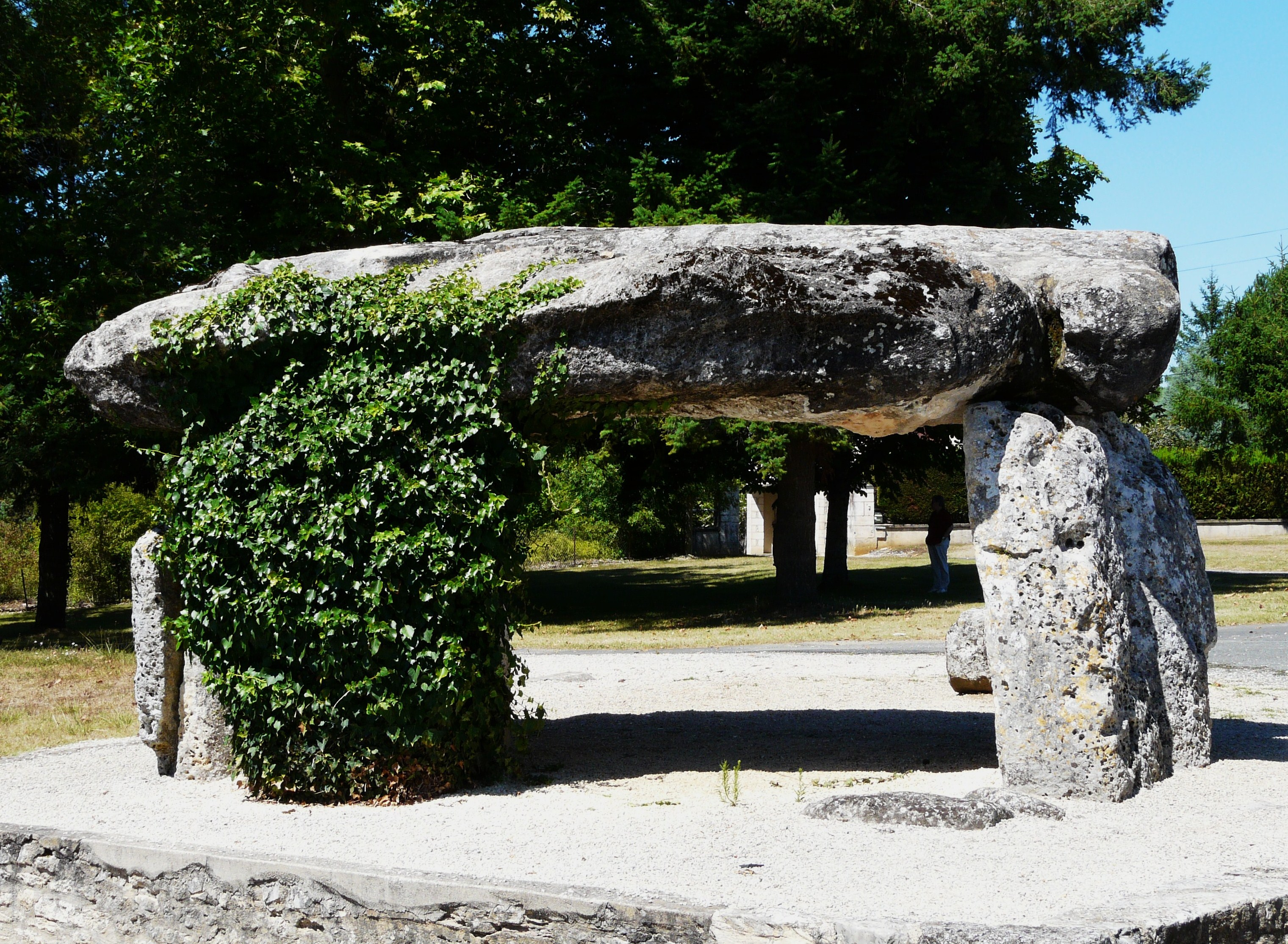
Le dolmen de Peyrelevade.
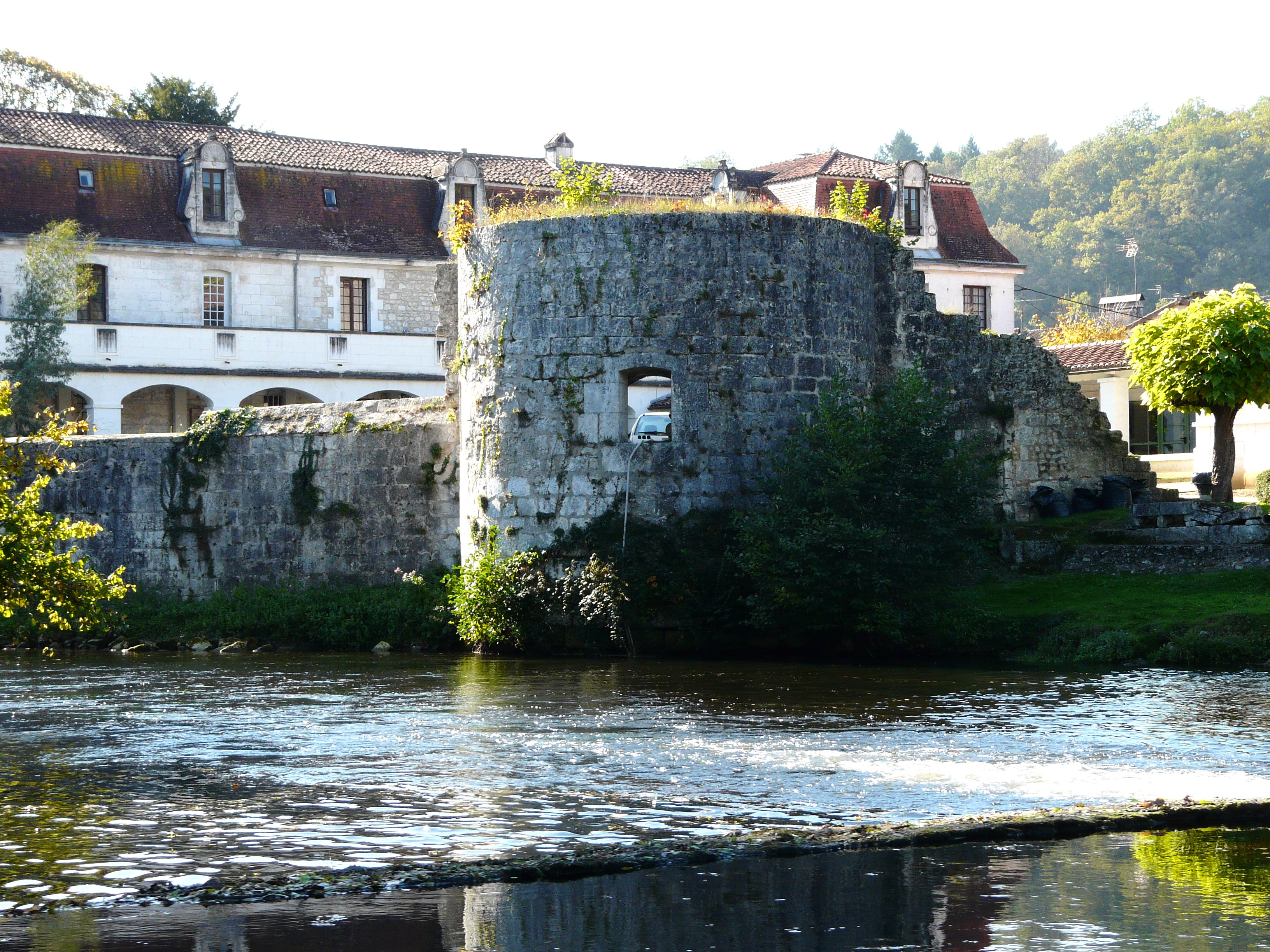
Ancienne tour des remparts devant l'ancien hôpital.
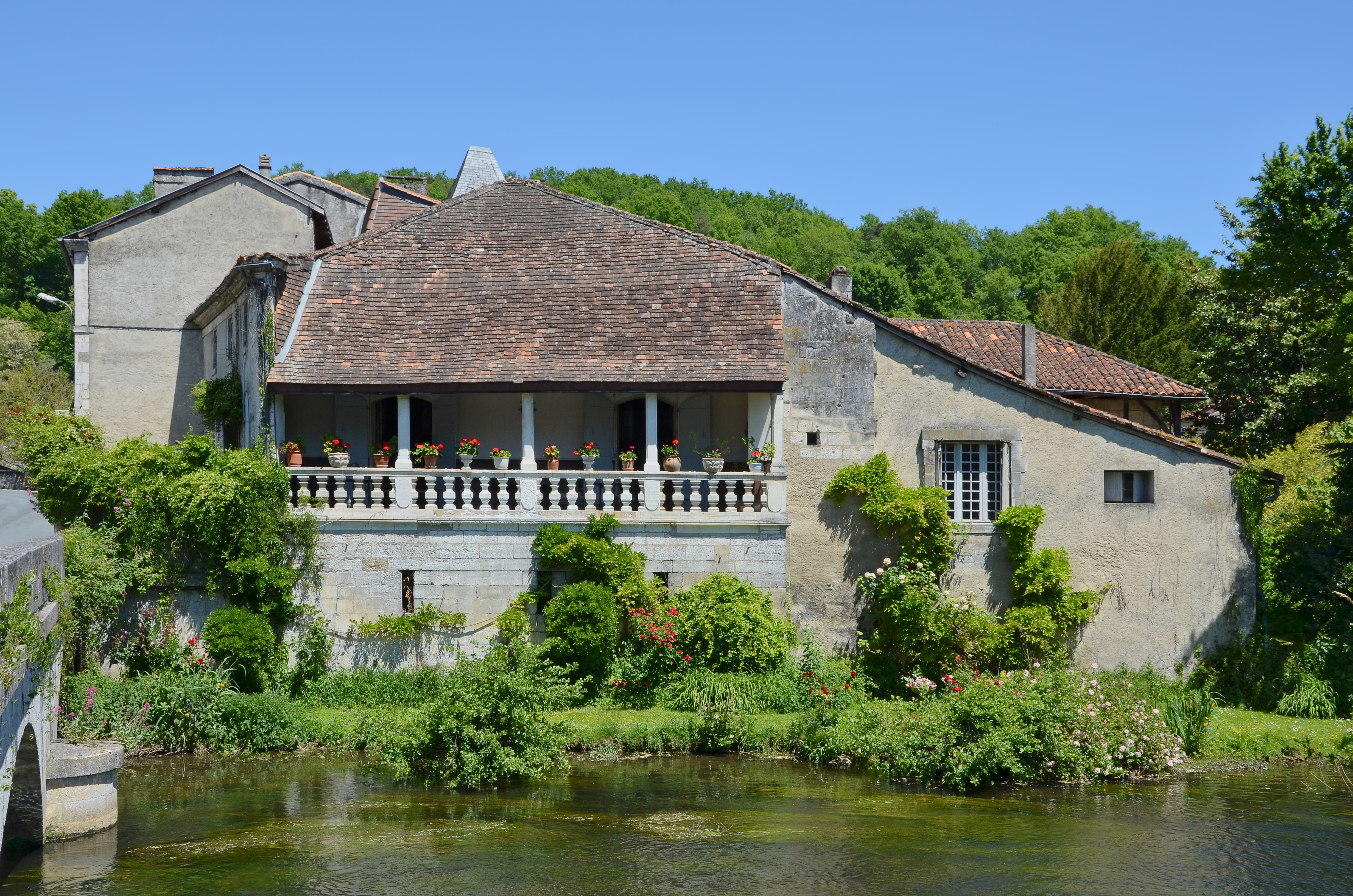
Maison à galerie.
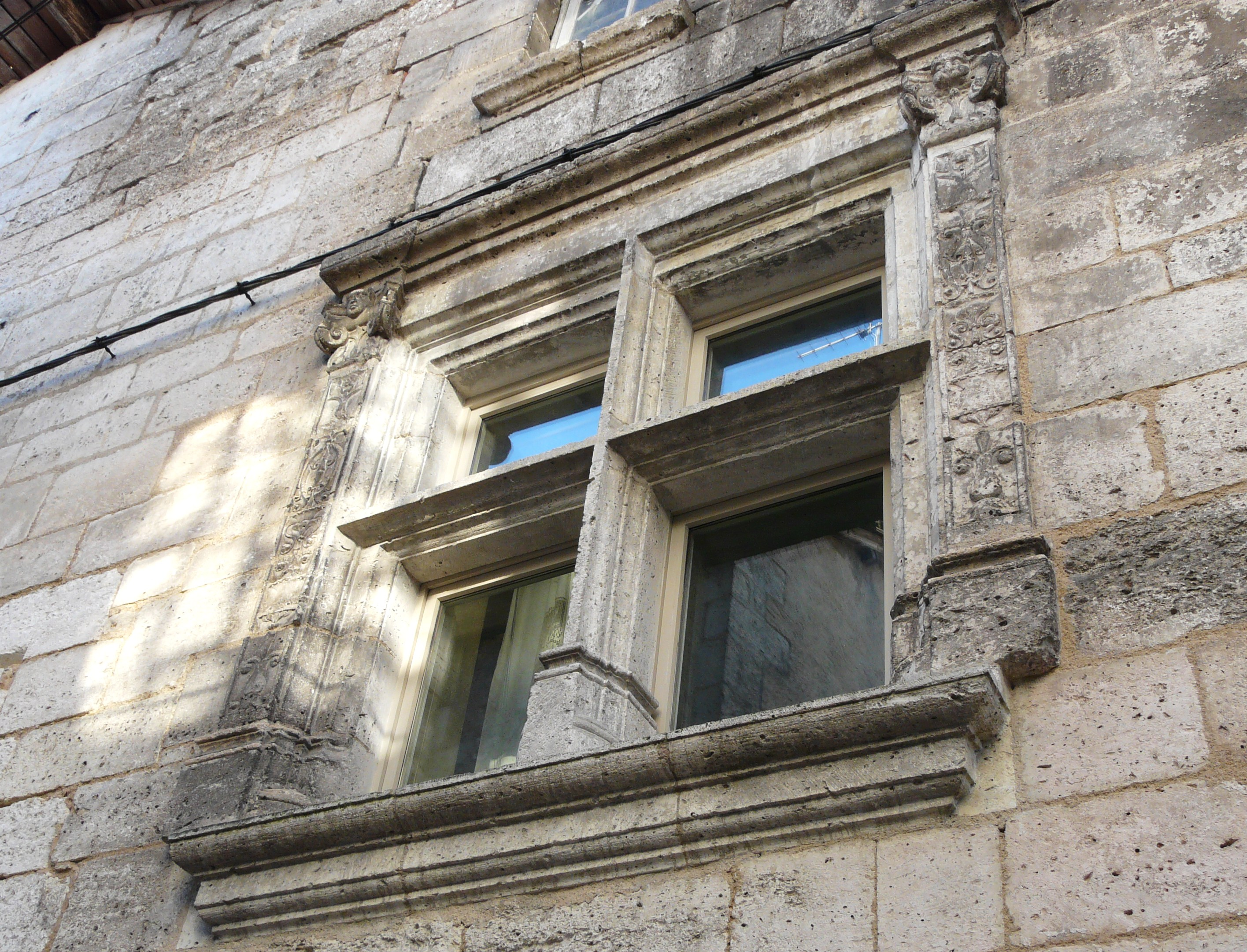
Fenêtre à meneaux encadrée de pilastres sculptés.
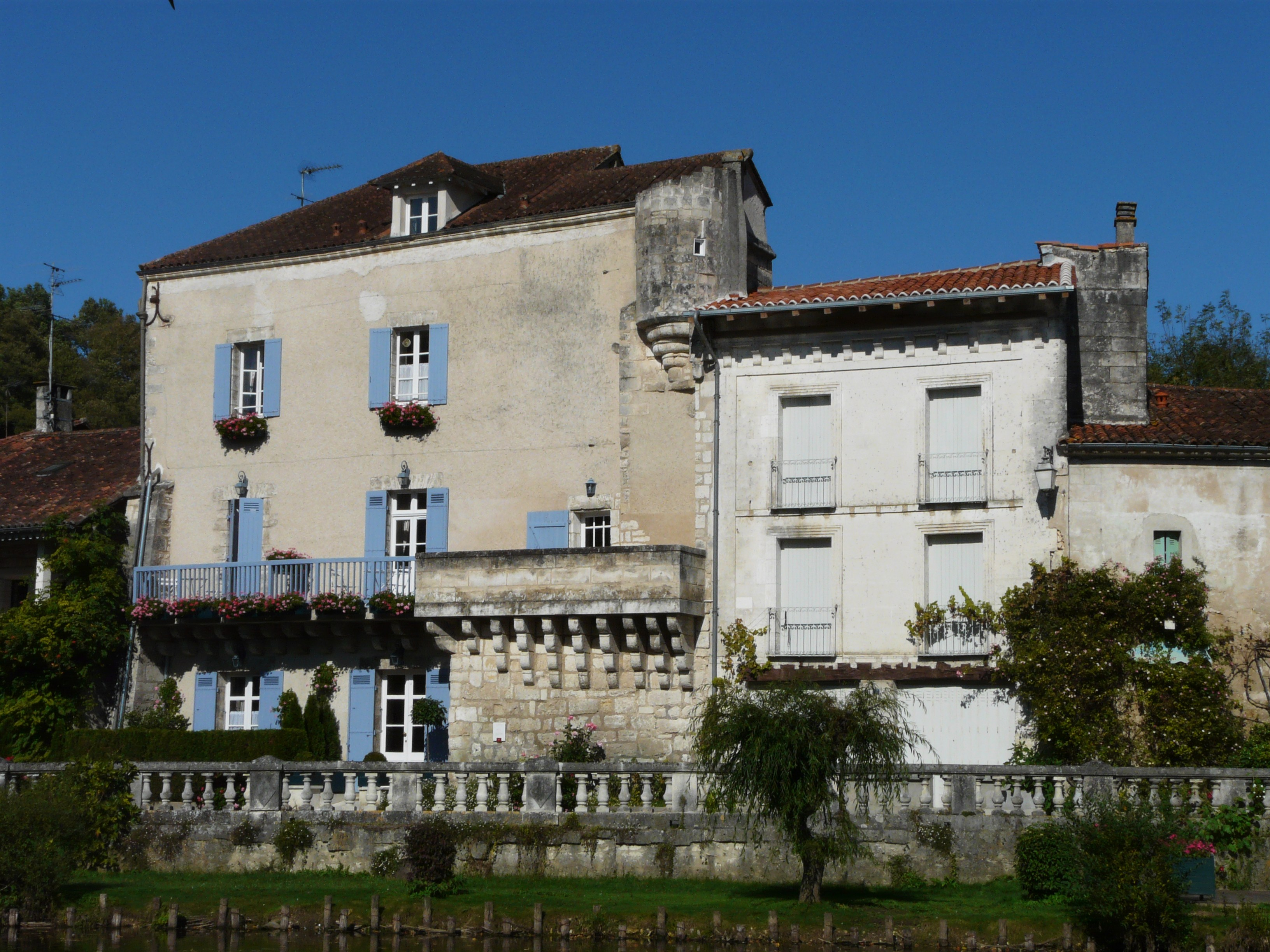
La maison de l'Abbé.
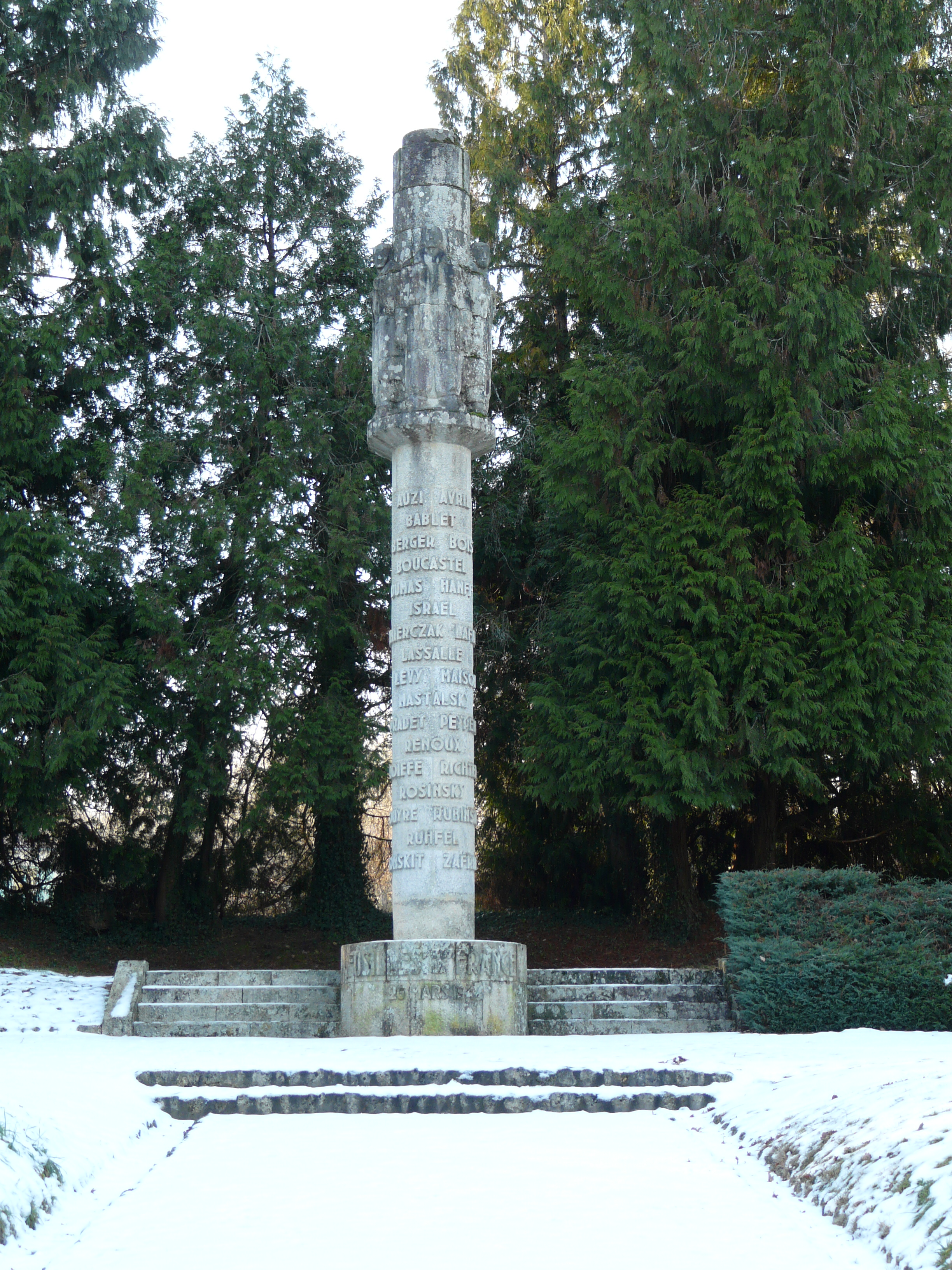
La stèle commémorative du champ des martyrs.

#### Aménagements troglodytiques

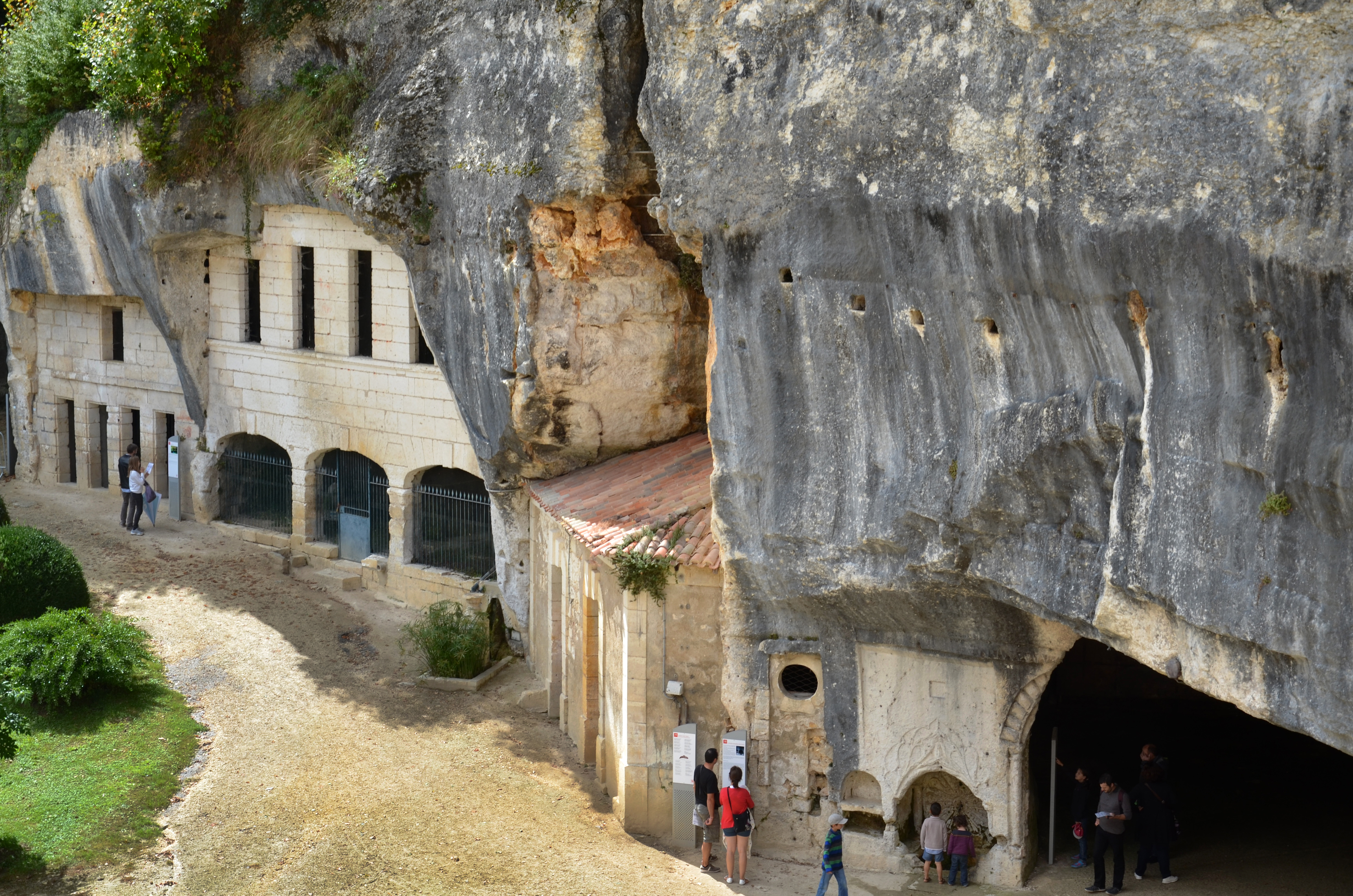
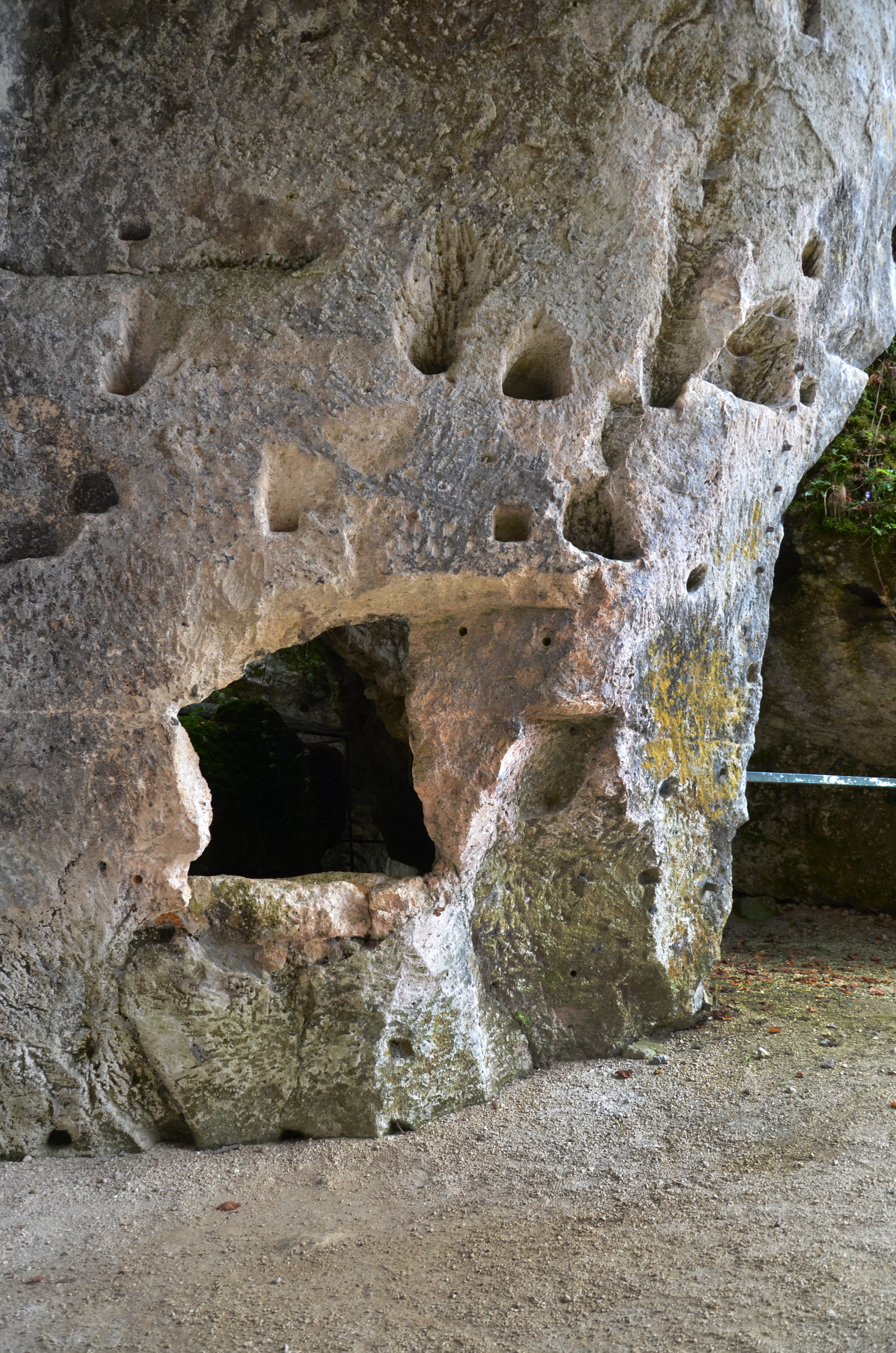
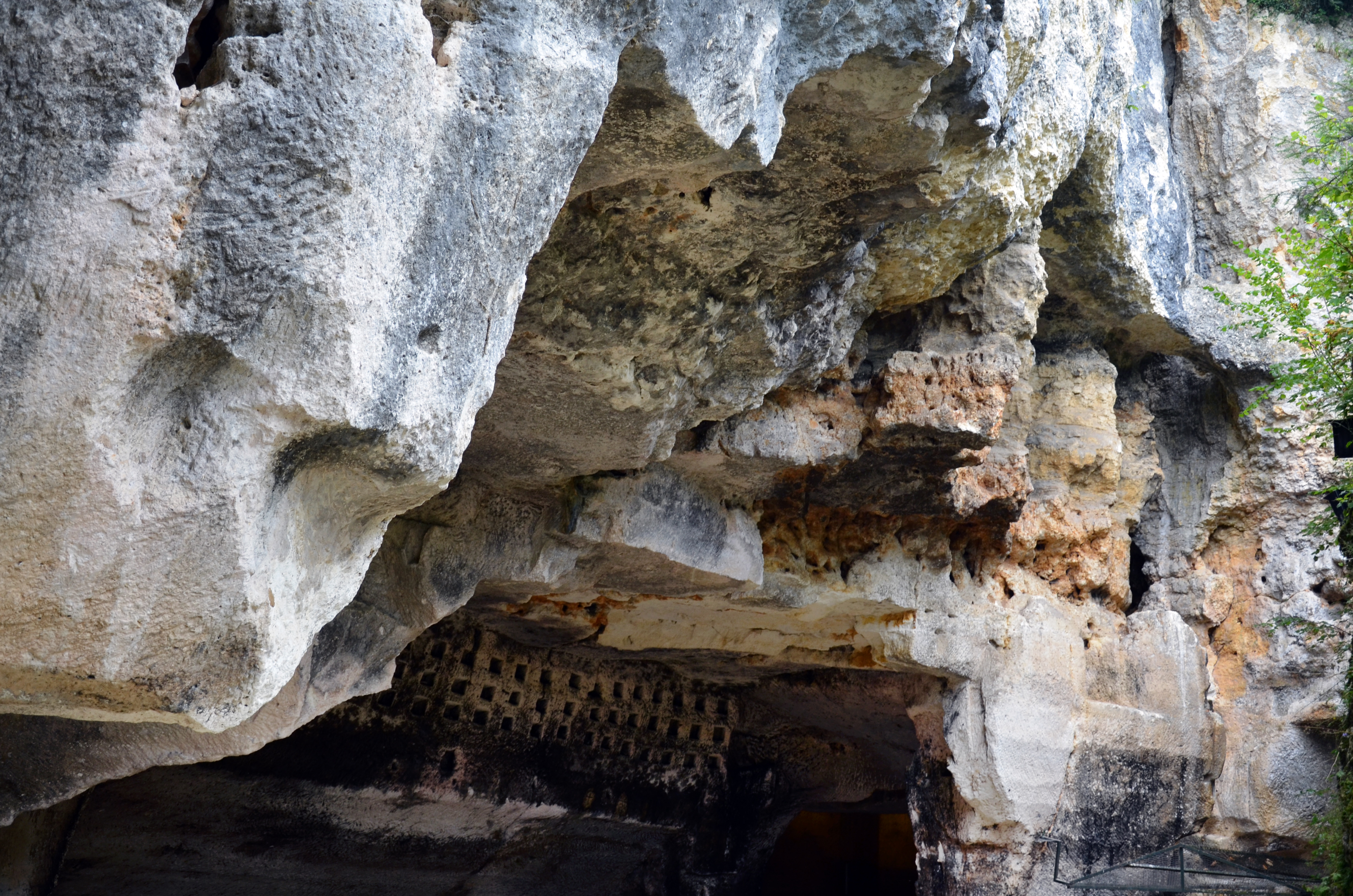
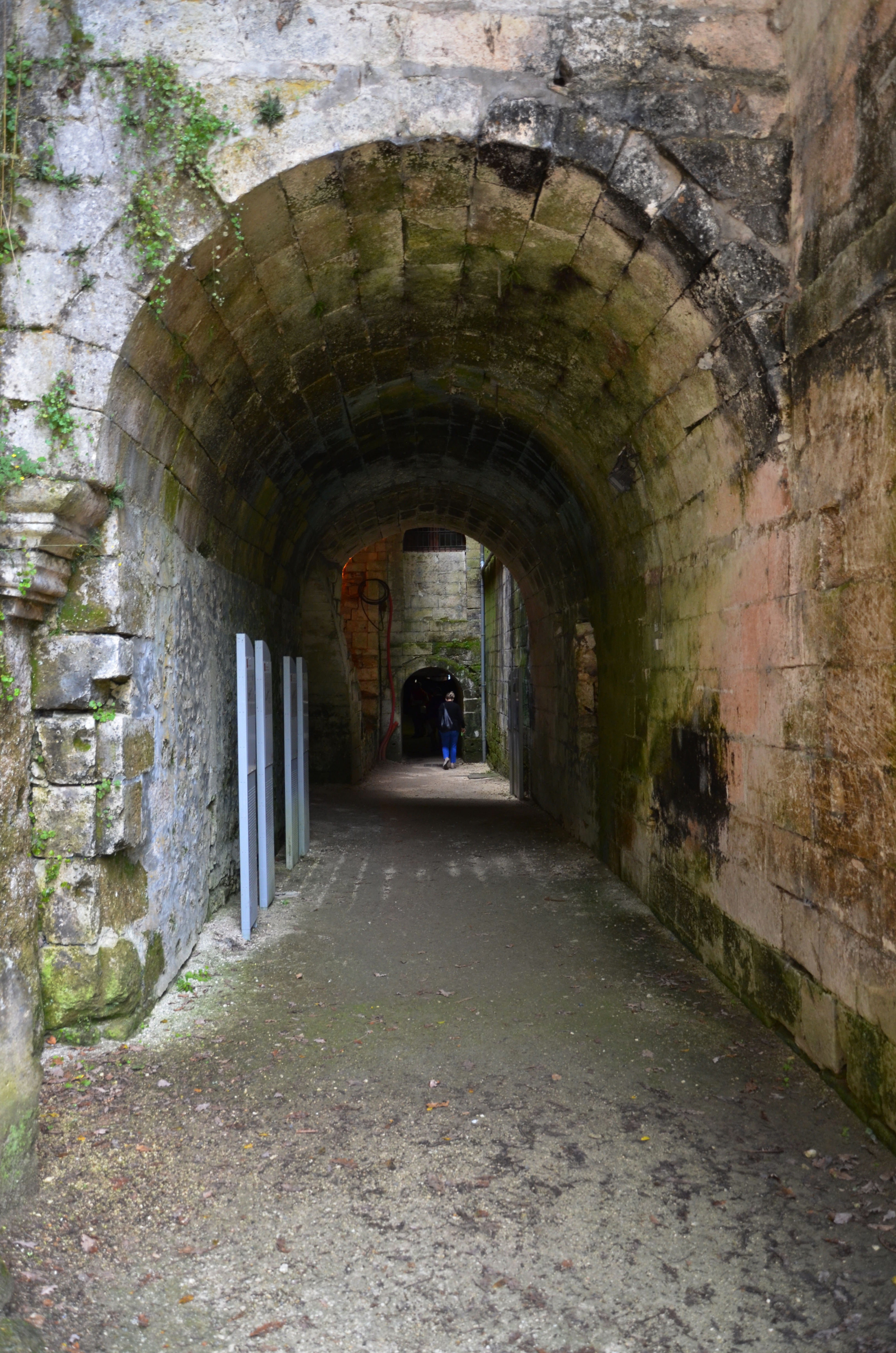
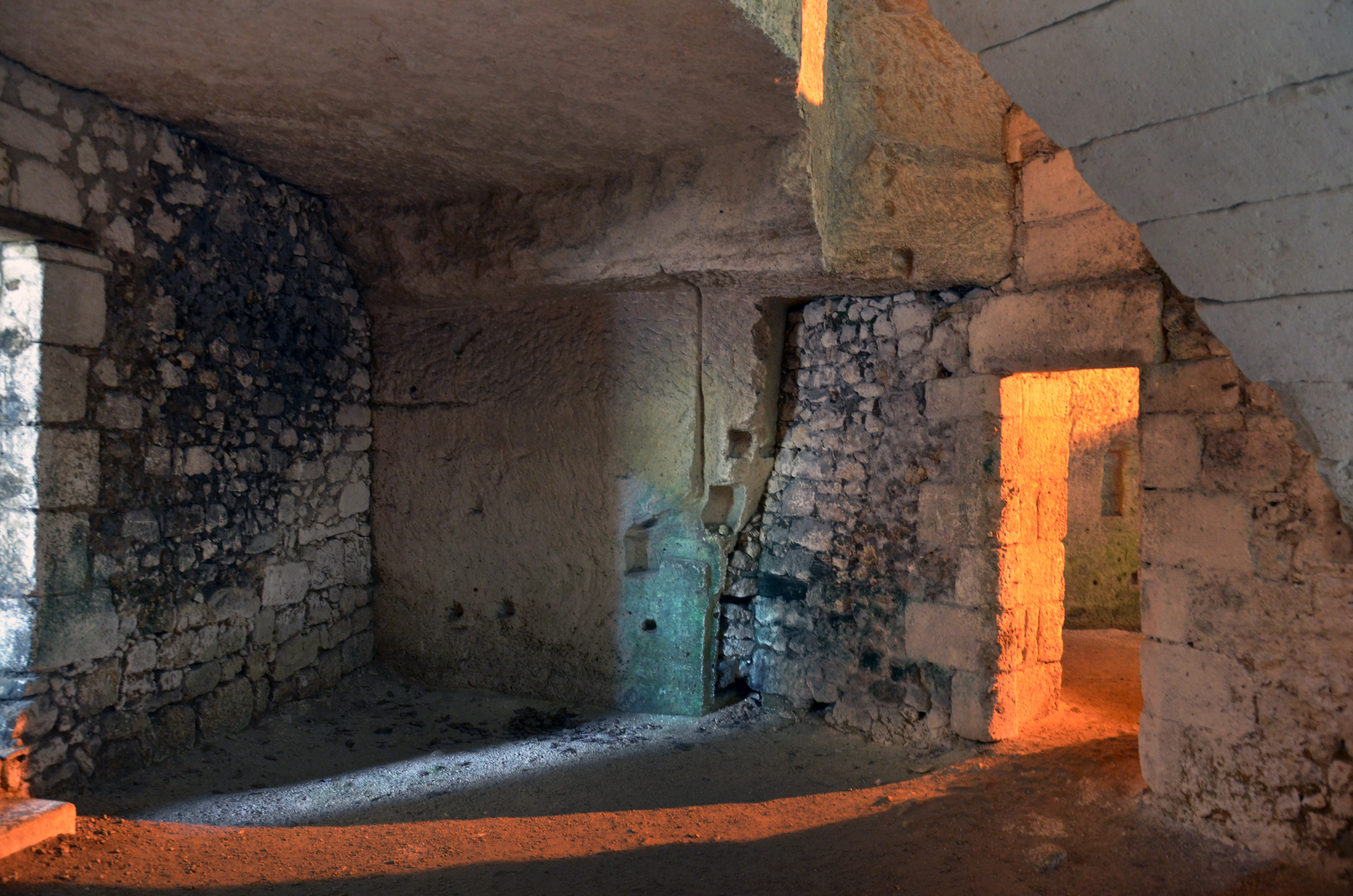
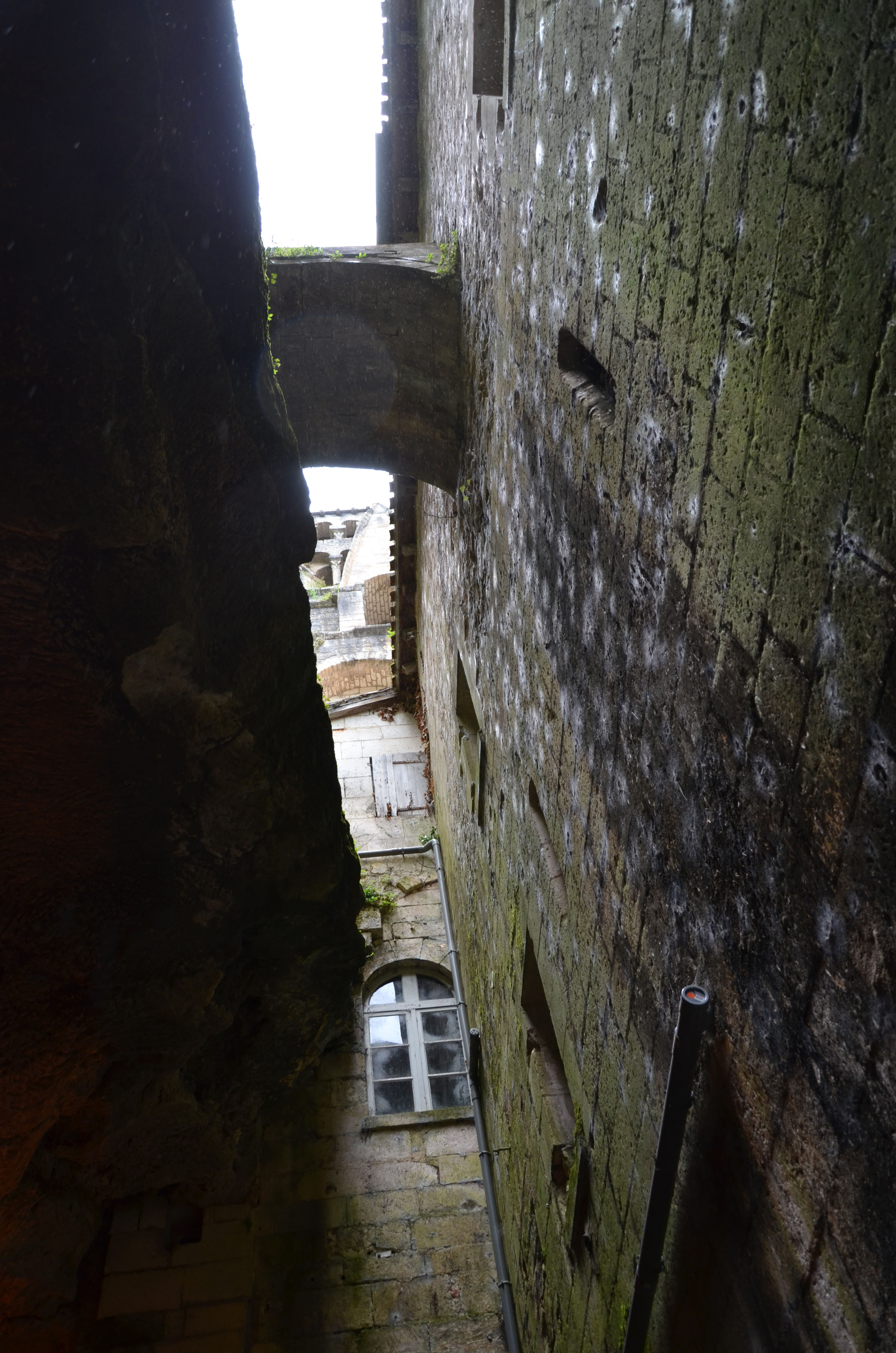
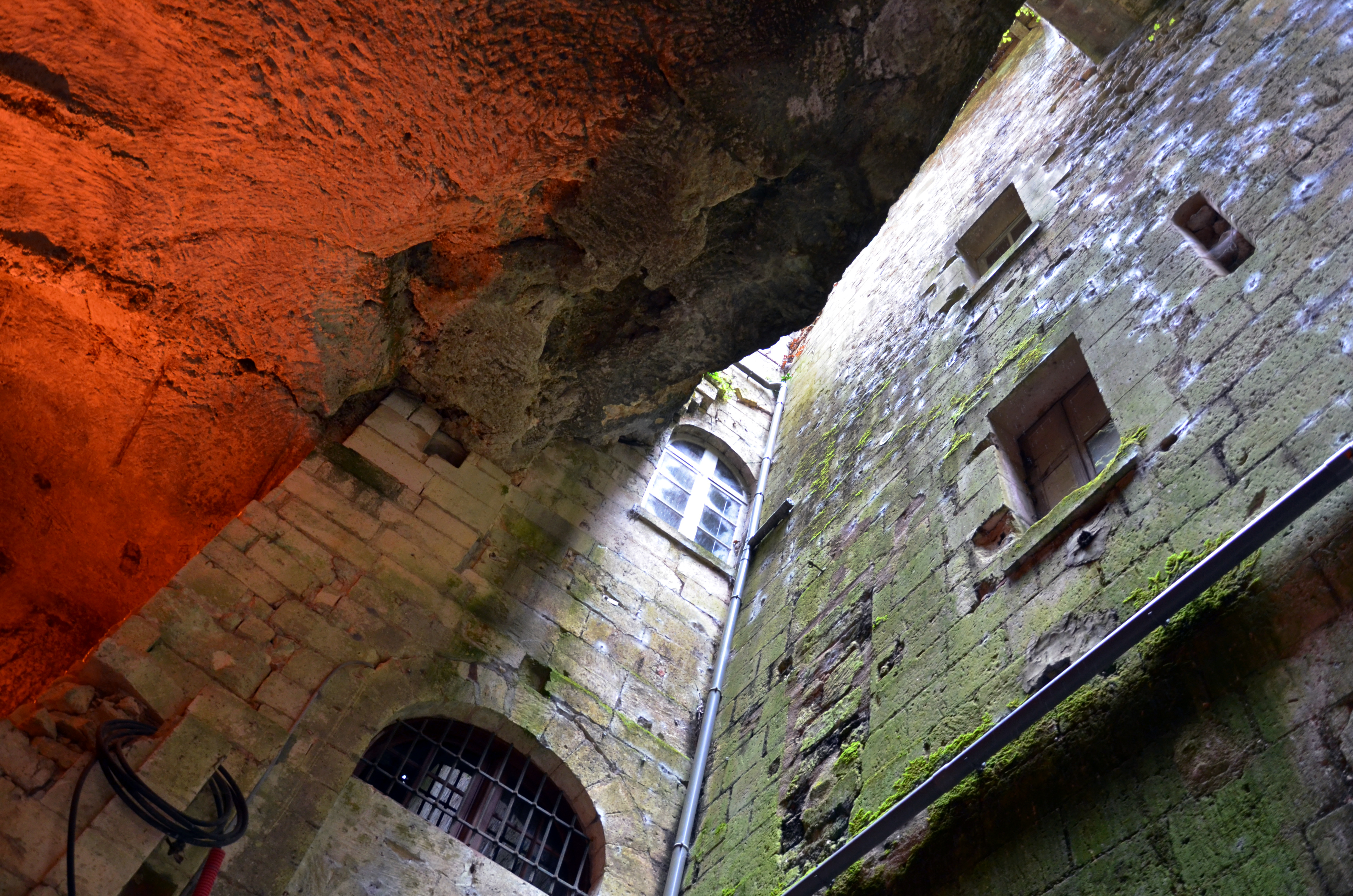

### Patrimoine naturel
Brantôme est entièrement inclus dans une réserve de biosphère, vaste espace protégé. Si elle manque de peu d'entrer dans sa  « zone tampon » (5 070 km2) dont elle jouxte la limite sud-ouest,, la commune fait partie de la zone qui l'entoure, dite « zone de transition de la réserve de biosphère du bassin de la Dordogne » (18 802 km2),.
En aval du pont de la route départementale 939, le territoire communal comporte trois zones naturelles protégées directement liées à la présence de la Dronne, l'une des plus belles rivières à moules perlières de France,.
Une zone spéciale de conservation (ZSC) Natura 2000 : la « vallée de la Dronne de Brantôme à sa confluence avec l'Isle ». La rivière s'écoule dans un milieu principalement composé de prairies humides et de terres cultivées avec des zones de bocage. On y rencontre plusieurs espèces de poissons menacées ainsi que des écrevisses à pattes blanches (Austropotamobius pallipes) et des visons (Mustela lutreola),.
Composée principalement de forêts et de prairies, la zone naturelle d'intérêt écologique, faunistique et floristique (ZNIEFF) de type II de la « vallée de la Dronne de Lisle à Brantôme » comprend les falaises calcaires qui bordent la rivière. Cette ZNIEFF allie l'humidité à une variété de sites qui alternent, au fil des méandres successifs, des endroits ombragés puis lumineux ainsi que des zones escarpées puis planes. Elle offre ainsi une suite de biotopes qui permettent à des végétations montagnardes ou méditerranéennes de s'y développer.
En aval du lieu-dit Vigonac, la « vallée de la Dronne » est également un autre site, en partie classé (383 hectares) et en partie inscrit (571 hectares) pour son intérêt paysager.
Enfin, surplombant le méandre de la Dronne ainsi que tout le site de l'abbaye Saint-Pierre de Brantôme et des premiers aménagements troglodytiques, au nord-ouest du bourg, le « bois de la Garenne » est un site naturel classé sur quatre hectares depuis 1932.

### Personnalités liées à la commune

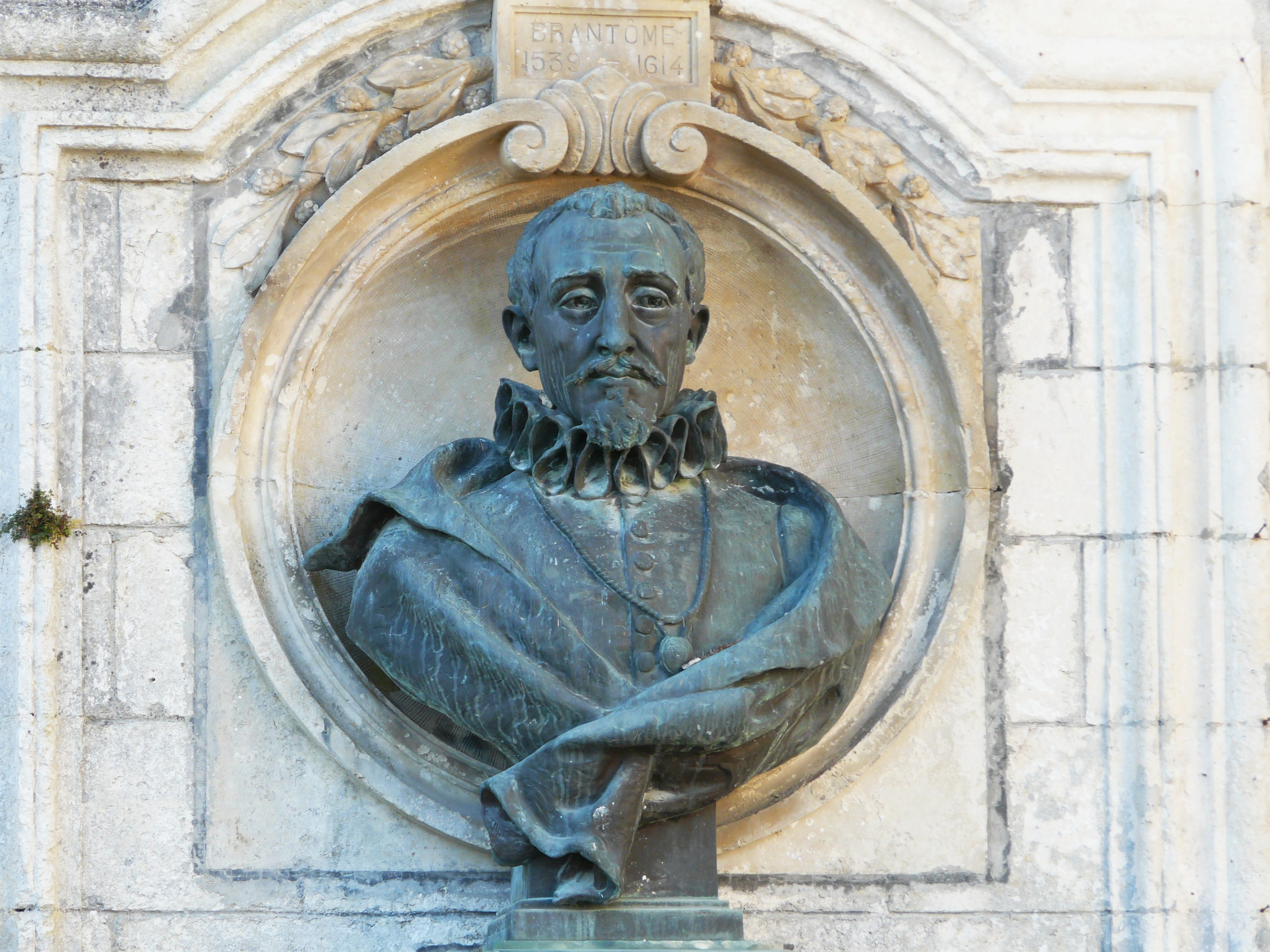
Le buste de Brantôme.

- Guy VI de Limoges (-1263), vicomte de Limoges, est mort à l'abbaye de Brantôme.
- Pierre de Bourdeille dit Brantôme (~1540-1614), seigneur de Brantôme, écrivain
- Sicaire Dardant (Brantôme 1763 - Brantôme 1842), personnage sujet d'un canular pendant 65 ans, natif de Brantôme
- Étienne Boissat de Lagrave (branche aînée des Boissat de Mazerat) (1796-1873), né et décédé à Bourdeilles, médecin, maire de Bourdeilles, conseiller général du canton, chevalier de la Légion d'honneur. Il permit, en tant que membre du Conseil général, la cession par le département de l'abbaye de Brantôme à cette ville ; il permit également l'ouverture de la route de Ribérac à Saint-Yrieix-la-Perche.
- Georges Bonnet, (1889-1973), homme politique français, plusieurs fois ministre, fut maire de Brantôme de 1955 à 1965.
- Georges Dumas (1895-1944), résistant français exécuté sommairement le 26 mars 1944 à Brantôme. Il est le père de l'homme politique Roland Dumas, ministre des Affaires étrangères (1988-1993) de François Mitterrand.
- Jean Bourdeillette (1901-1981), diplomate et poète français mort à Brantôme.
- Alphonse Denis (1906-1997), homme politique français à l'initiative de la manifestation silencieuse à Limoges le 12 octobre 1942 contre le premier départ pour l’Allemagne dans le cadre du Service du travail obligatoire (France). Peu après, sous divers pseudonymes, « Léon », « François », il anime des protestations à Périgueux et à Brantôme. En 1943, il fonde le journal Valmy qui deviendra L'Écho du Centre.
- Jules Ruhfel (1909-1944), résistant français fusillé le 26 mars 1944 sur la commune.
- Alain Paul Bonnet, (1934-2017), homme politique français, fils du précédent, fut maire de Brantôme de 1965 à 1989 puis de 1995 à 2001.
- Michel Cartau (1936-2009), joueur de football, est né à Brantôme.

### Héraldique
| Armes de Brantôme | Les armes de Brantôme se blasonnent ainsi : « D'azur à la fasce d'argent, chargée de trois lions de sable, et accompagnée en pointe de trois fleurs de lys d'or, deux et une »,. |